# Domont
Pour les articles homonymes, voir Domon.
Domont est une commune française du Val-d'Oise située dans le pays de France, à environ 20 km au nord de Paris. Ses habitants sont appelés les Domontois.

## Géographie

### Localisation
Domont est une commune périurbaine d'Île-de-France située sur le versant nord-est du plateau de la forêt de Montmorency et qui domine la plaine de France. Elle se trouve à une vingtaine de kilomètres au nord de Paris, à 17 km à l'est de Pontoise et à 48 km au sud de Beauvais.
Le territoire de la commune est limitrophe de ceux de huit communes.
Les communes limitrophes sont Moisselles, Montlignon, Montmorency, Andilly, Bouffémont, Ézanville, Piscop et Saint-Prix.

### Géologie et relief
La superficie du territoire communal est de 833 ha. Son altitude varie de 96 m NGF à la gare de Domont à 194 m au sommet du fort.

### Hydrographie
La commune est traversée par le Petit Rû de Vaux, le Rû de Poncelles, le Ruisseau des Quarante sous, affluents du Petit Rosne.
Plusieurs étangs (privés) sont présents dans la ville : l’étang du Beusillon, l'étang d’Ombreval ouvert uniquement aux pécheurs et les étangs du golf de Domont Montmorency.
On compte également plusieurs fontaines et bornes fontaines : place de la République, disparue avec le temps, la borne fontaine a été réhabilitée en 2016, la fontaine du Beursillon ou Berzilion, se trouvant à côté du tennis de Domont, la fontaine Jaune ou fontaine Prieur construite en 1790 et restaurée en 1914 par Louis Breton, ainsi que la fontaine de la Boue', aujourd'hui disparue, seul son emplacement dans le mur est visible.
La place du Gué était anciennement un lave-sabots et l'on comptait deux lavoirs à Domont, mais seul le lavoir de Blémur, situé dans une propriété privée, existe toujours.
Deux châteaux d'eau se trouvent dans la commune, mais un seul est en fonctionnement : Le château d'eau du Haut Domont, se trouvant dans la forêt de Montmorency, non loin du fort de Domont et celui rue Parmentier, dans le Bas Domont), qui alimentait le réseau d'eau potable par captage . En 2012 le réseau du Bas et du Haut Domont ont été raccordés.

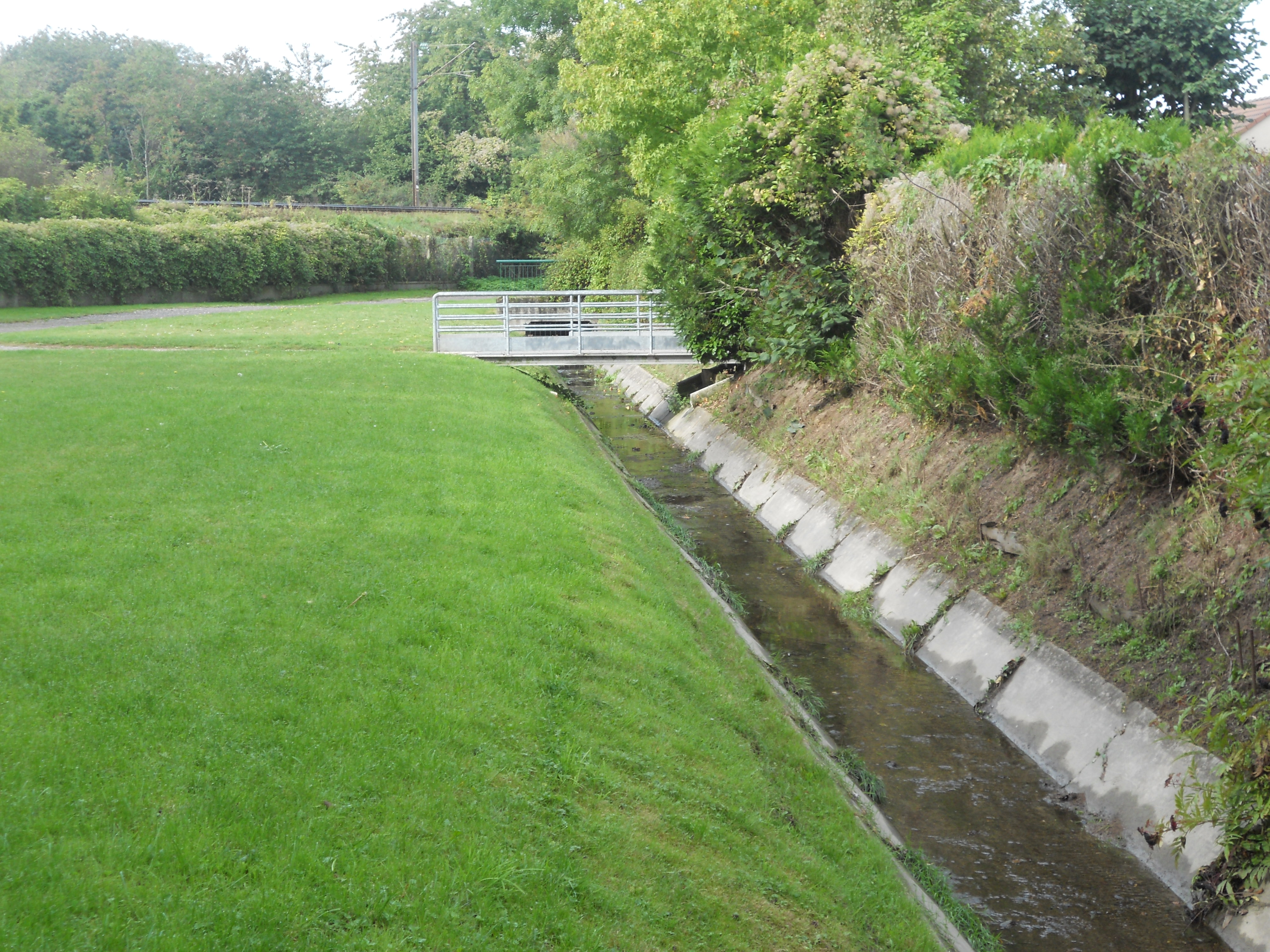
Petit ru de Vaux.
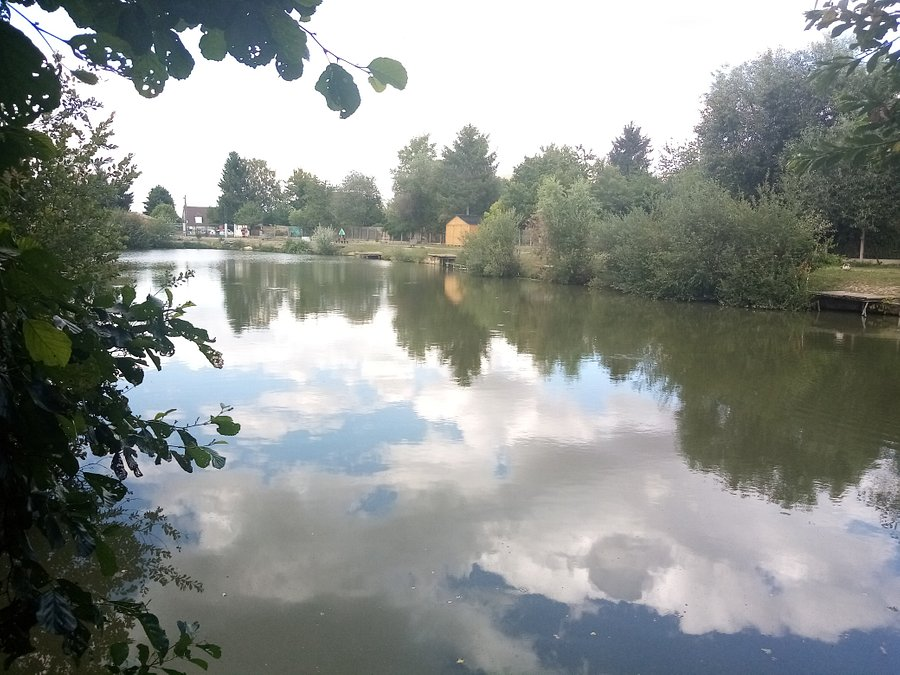
Étang d'Ombreval.
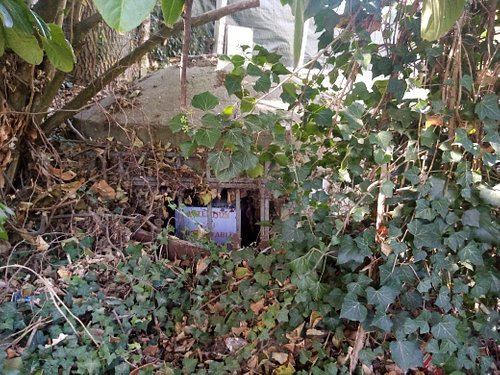
La fontaine du Berzilion ou du Beursillon.

### Climat
Pour des articles plus généraux, voir Climat de l'Île-de-France et Climat du Val-d'Oise.
En 2010, le climat de la commune est de type climat océanique dégradé des plaines du Centre et du Nord, selon une étude du CNRS s'appuyant sur une série de données couvrant la période 1971-2000. En 2020, Météo-France publie une typologie des climats de la France métropolitaine dans laquelle la commune est dans une zone de transition entre le climat océanique et le climat océanique altéré et est dans la région climatique Sud-ouest du bassin Parisien, caractérisée par une faible pluviométrie, notamment au printemps (120 à 150 mm) et un hiver froid (3,5 °C).
Pour la période 1971-2000, la température annuelle moyenne est de 11 °C, avec une amplitude thermique annuelle de 15,2 °C. Le cumul annuel moyen de précipitations est de 688 mm, avec 10,2 jours de précipitations en janvier et 8,4 jours en juillet. Pour la période 1991-2020, la température moyenne annuelle observée sur la station météorologique la plus proche, située sur la commune de Bonneuil-en-France à 10 km à vol d'oiseau, est de 12,1 °C et le cumul annuel moyen de précipitations est de 616,3 mm,. Pour l'avenir, les paramètres climatiques de la commune estimés pour 2050 selon différents scénarios d'émission de gaz à effet de serre sont consultables sur un site dédié publié par Météo-France en novembre 2022.

### Milieux naturels et biodiversité

#### Zones naturelles d'intérêt écologique, faunistique et floristique
L’inventaire des zones naturelles d'intérêt écologique, faunistique et floristique (ZNIEFF) a pour objectif de réaliser une couverture des zones les plus intéressantes sur le plan écologique, essentiellement dans la perspective d’améliorer la connaissance du patrimoine naturel national et de fournir aux différents décideurs un outil d’aide à la prise en compte de l’environnement dans l’aménagement du territoire.
Le territoire communal comprend deux ZNIEFF de type 1 : 
- la prairie de la Platrière[13] ;
- le vallon de la Chasse[14].

et une ZNIEFF de type 2 : la forêt de Montmorency.

#### Espèces faunistiques et floristiques
L’Inventaire national du patrimoine naturel (INPN) recense plusieurs espèces faunistiques et floristiques sur le territoire de la commune dont certaines sont protégées et d’autres menacées et quasi-menacées.

## Urbanisme

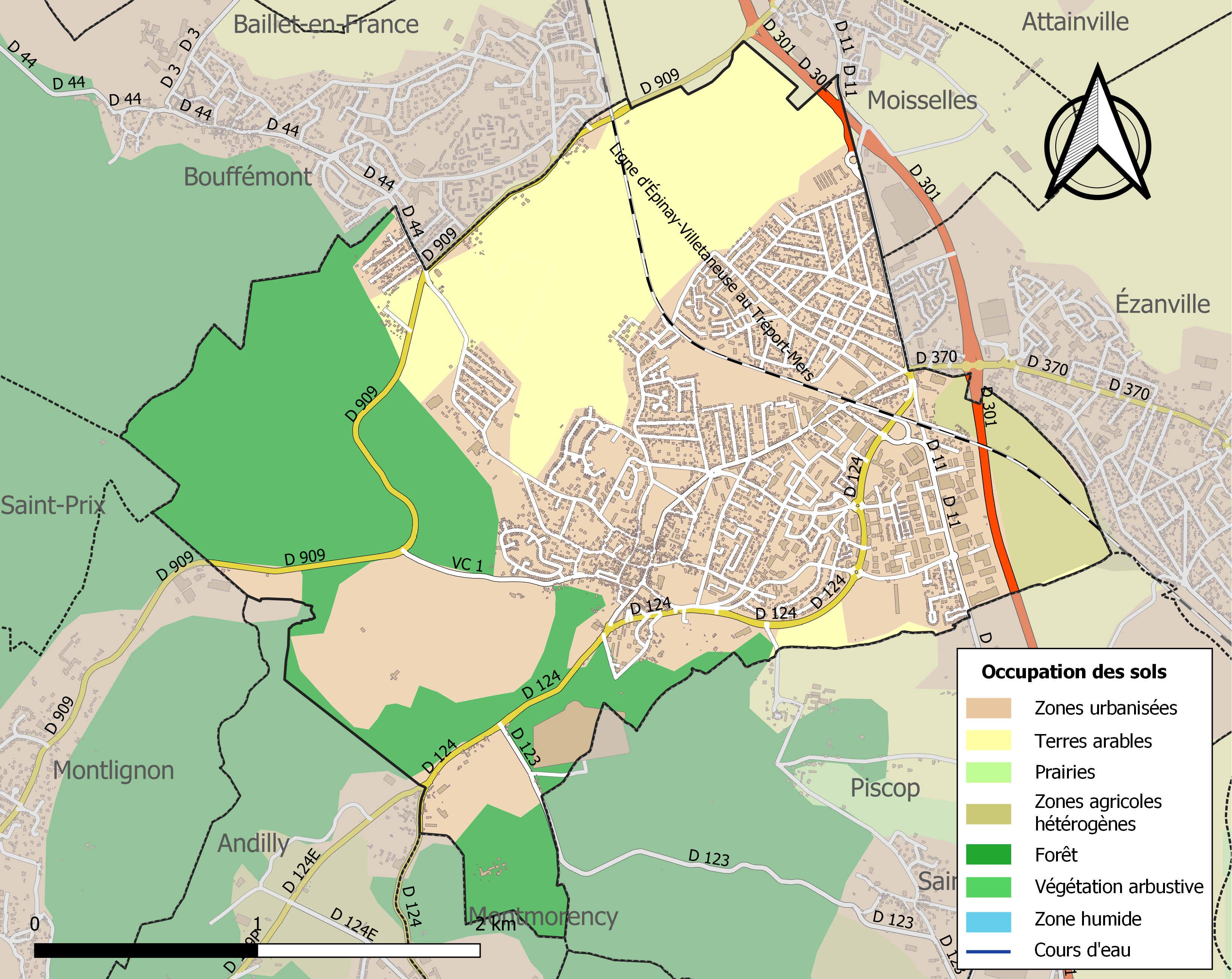
Occupation des sols.

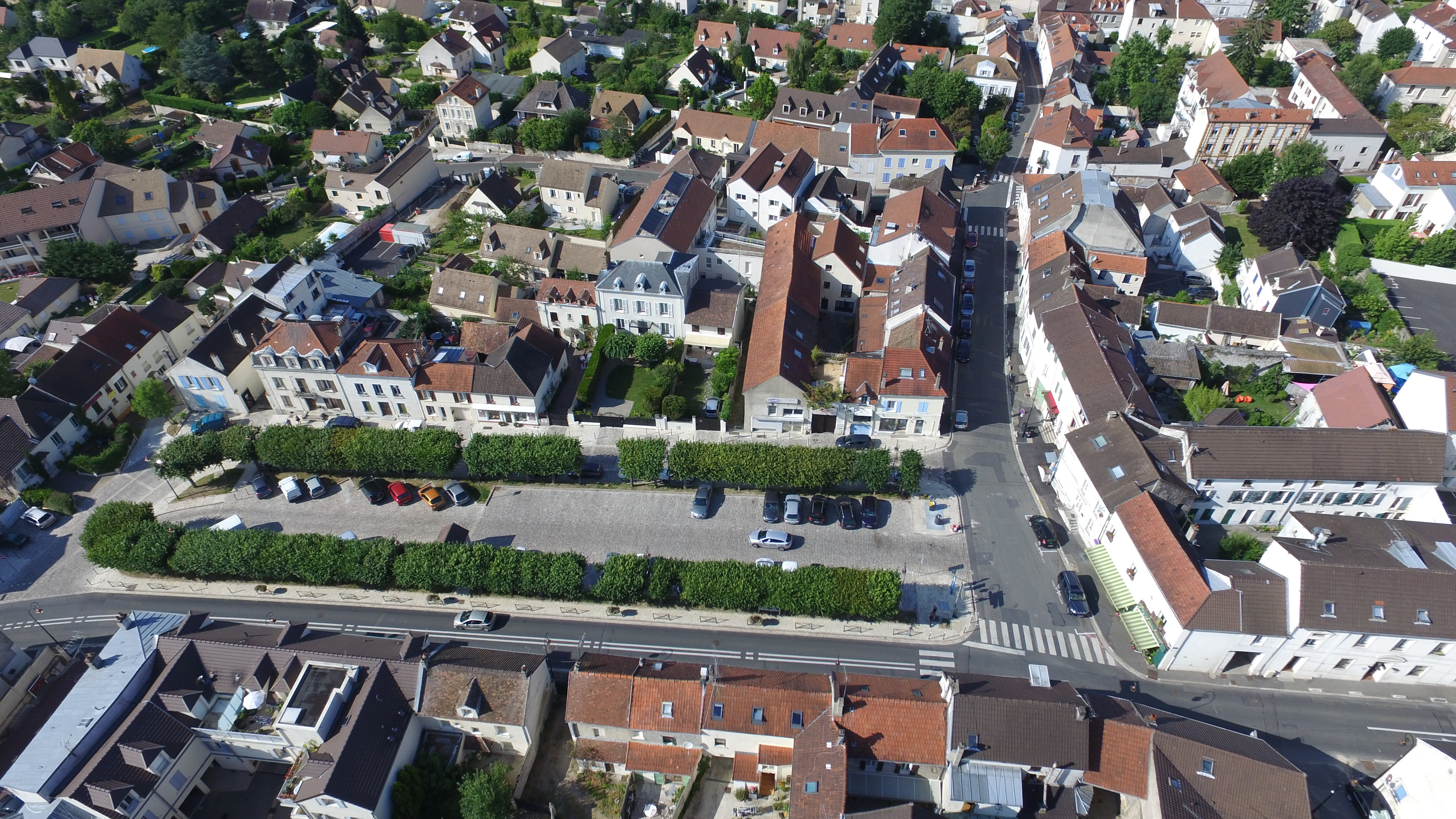
Paysage périurbain.

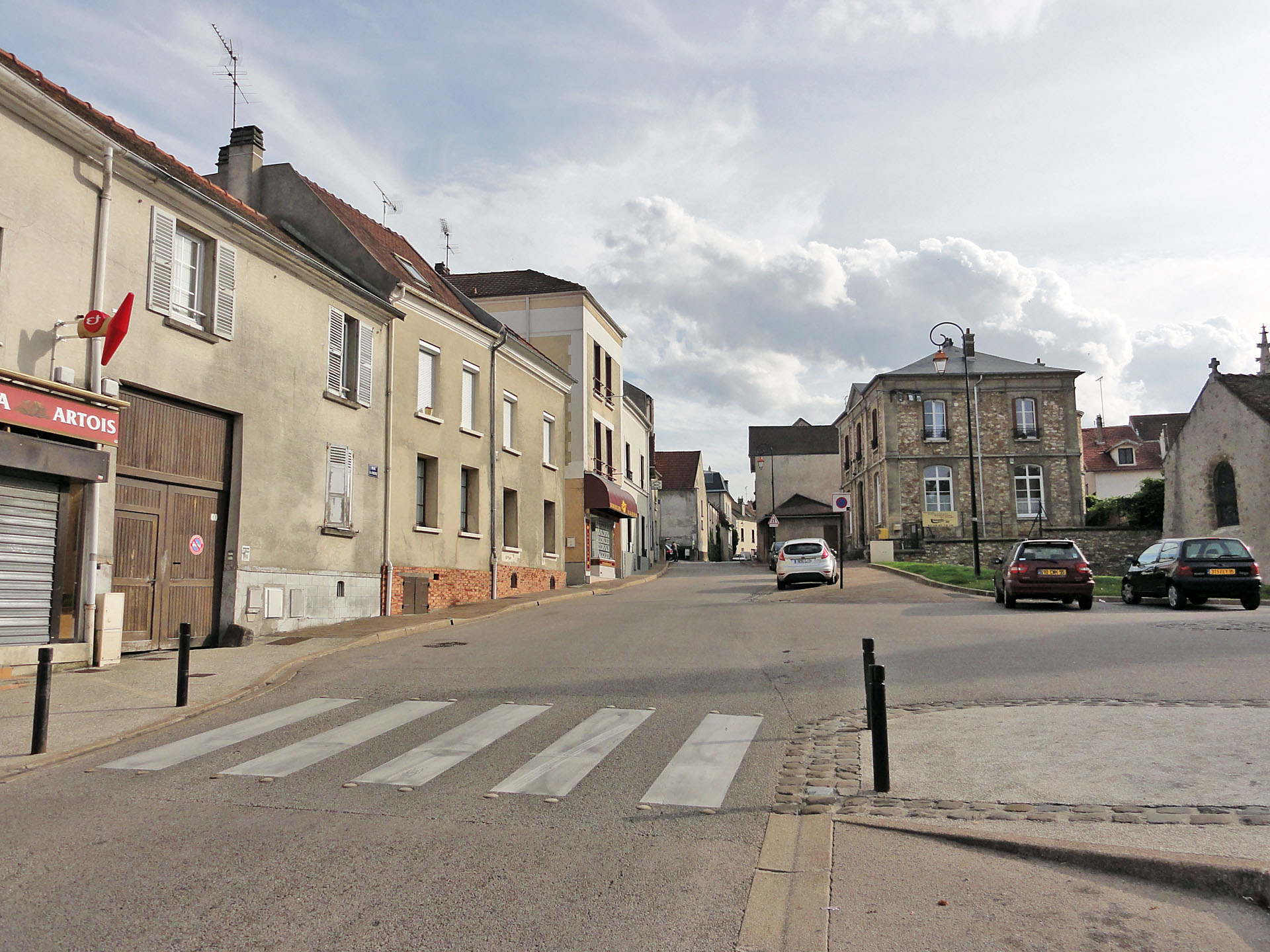
La rue de la mairie.

Domont, ancien village agricole, a vu son développement favorisé par la création de la gare en 1877.
Dans les années 1960 et 1970 sont édifiés de petits immeubles collectifs et HLM ; la population double entre 1958 et 1977 et dépasse alors les 10 000 habitants.
L'urbanisation se poursuit durant les années 1980 et 1990 par la construction de « nouveaux villages », petits collectifs et lotissements pavillonnaires contemporains, comblant finalement la plupart des espaces libres.

### Typologie
Au 1er janvier 2024, Domont est catégorisée grand centre urbain, selon la nouvelle grille communale de densité à sept niveaux définie par l'Insee en 2022.
Elle appartient à l'unité urbaine de Paris, une agglomération inter-départementale regroupant 407  communes, dont elle est une commune de la banlieue,,. Par ailleurs la commune fait partie de l'aire d'attraction de Paris, dont elle est une commune du pôle principal,. Cette aire regroupe 1 929 communes,.

### Voies de communication et transports
Domont est accessible par l'ancienne route nationale 1 (actuelle RD 301).
Domont est desservie par la gare de Domont, sur le réseau SNCF Transilien Paris-Nord, branches Paris-Nord — Persan-Beaumont/Luzarches, ligne H. La gare est desservie à raison d'un train semi-directs tous les 1/4 d'heure aux heures de pointe le matin ainsi que le soir de la gare d'Epinay-Villetaneuse (au lieu de la gare du Nord depuis le 11 décembre 2011) à celle de Sarcelles - Saint-Brice. La desserte se réduit à un train omnibus toutes les 1/2 heures en soirée (après 20 h 30) et le week-end. Il faut de 22 (train semi-direct) à 25 minutes (train omnibus) de trajet à partir de la gare du Nord[réf. nécessaire].
Domont est aussi desservie par la ligne 269 du réseau de bus RATP, les lignes 1512, 1517, 1520 et du TàD Eaubonne-Domont du réseau de bus de la Vallée de Montmorency.
La nuit, elle est également desservie par la ligne N147 du réseau Noctilien.
La Ville de Domont propose aussi un service municipal de transport public : le Dobus.

Au niveau des infrastructures routières, Domont, comme nombre de communes de la Plaine de France peu éloignées de l'aéroport de Roissy CDG, est bien desservie, avec notamment la Francilienne N 104, l'autoroute A16 vers Beauvais, ou encore la RD 301 (ex RN 1) rejoignant directement Paris.

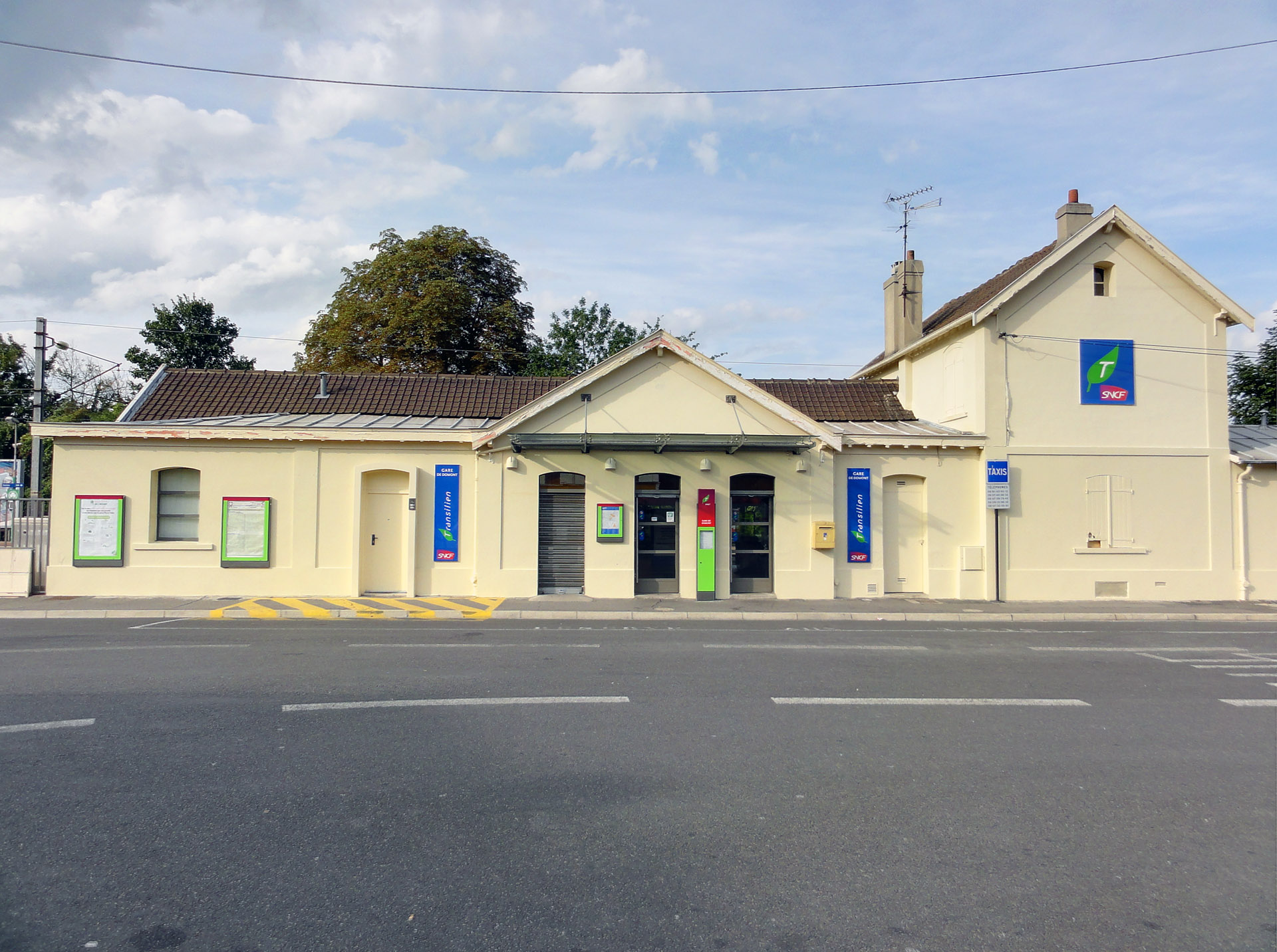
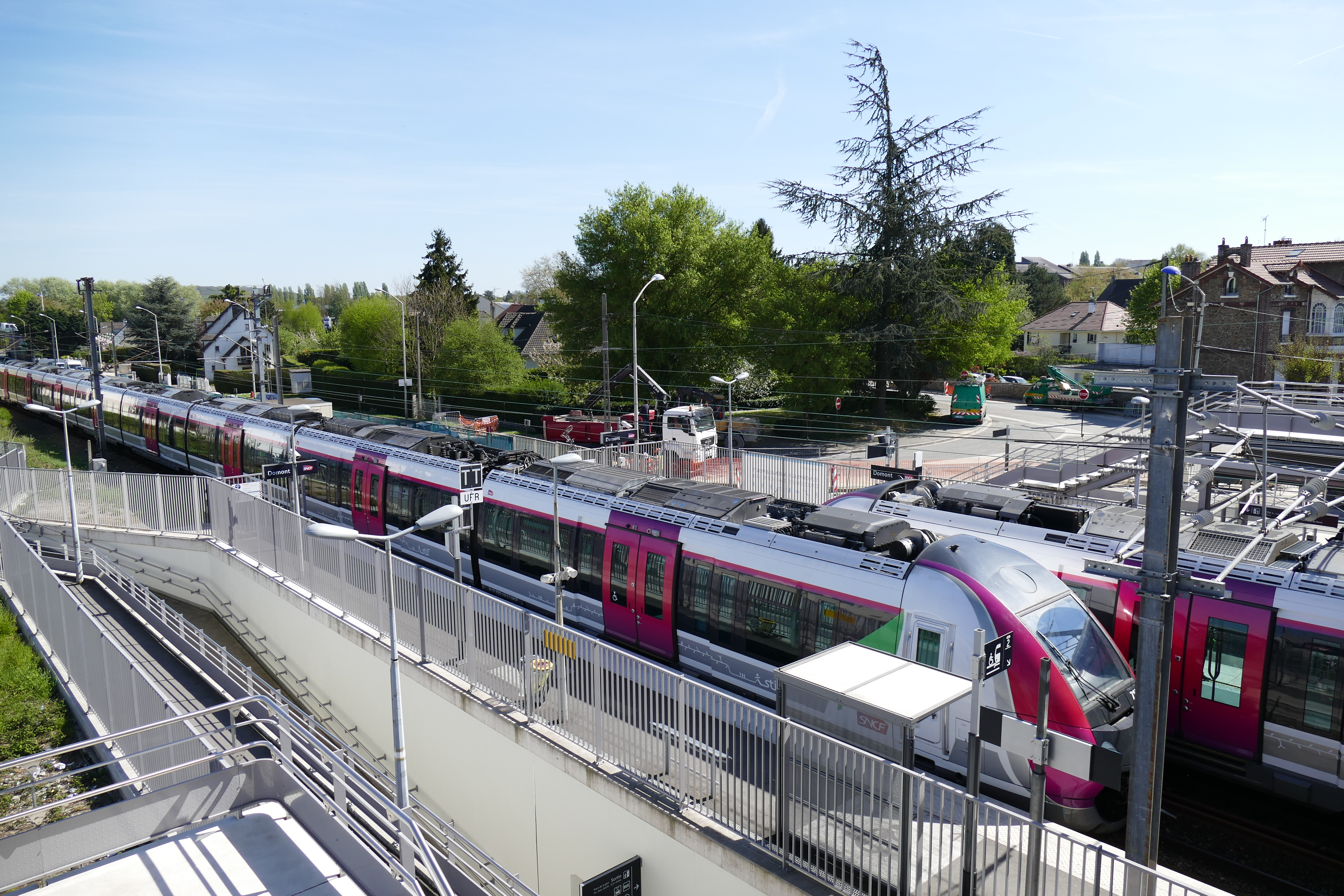

## Toponymie
Le lieu était désigné Dolomons, Domontium, Domuntum, Domons, Doomons en 1119, Daumont.
La première partie du nom de la commune est difficile à interpréter. La seconde est claire, "mont", qui provient du latin "mons", et c'est en accord avec la topographie locale.
Selon Dauzat et Rostaing, Domont provient de l'anthroponyme germanique "Dodo" et du latin "mons", d'après la forme de 1119 "Doomons".
F. et J. Bousquet citent "Doomunte" comme forme de 1119, mais ont trouvé "Oomons" en 1098 et "Oomont" en 1099 ; ce qui n'a pas reçu d'explication. Ils citent les autres hypothèses proposées sans base scientifique comme "dos du mont".
Il a été proposé comme origine "Dool Monte", réminiscence d'un monument druidique[réf. nécessaire]. Il a bien existé un mégalithe, disparu, au 1, rue Alphonse-Provost, appelé "pierre des druides" ; les dolmens et menhirs sont d'ailleurs très antérieurs à l'époque les druides. En breton, "dol" est la forme mutée de "tol" ("daol" et "taol" selon l'orthographe unifiée) et signifie table, dérivé du latin "tabula" il n'est donc pas d'origine celtique et n'est pas en accord avec la phonétique de la langue des druides (le gaulois),.
Plus sérieuse, l'étymologie germanique "dal mund" (porte de la vallée) s'accorde mal avec les formes anciennes du nom, rien ne l'étaye. On trouve "dal" au sens de "vallée" en néerlandais, vieux saxon, "dals" en gotique, "dalr" en vieux norois, etc. "mund" signifiant "bouche" en vieux haut allemand, vieux saxon, avec variante néerlandaise "mond", gotique "munths" etc.

## Histoire
(novembre 2022).
Domont était un village de bûcherons et de paysans depuis le Haut Moyen Âge.
Il est attesté en 1105, ou 1108, dans un acte où Rudolphe le Bel seigneur de Domont, donne l'abbaye bénédictine de Domont au prieuré Saint-Martin-des-Champs à Paris. En 1149 une bulle du pape Calixte II en confirme la donation. Il n'en reste plus de nos jours que la chapelle monastique devenue paroisse sous le patronage de sainte Madeleine.
Durant les siècles qui suivent, le village est la seigneurie de différentes familles : les Montmorency, puis les Villiers, les Billy et les Champluisant.
L'ouverture du chemin de fer et l'inauguration de la gare de Domont en 1877 projettent le village dans la modernité. De nombreux vergers sont créés, donnant bientôt à la commune le surnom de « Domont-les-Poires », des briqueteries sont édifiées sur le plateau limoneux à proximité de la gare. Le développement du village et la proximité de la capitale grâce au train amènent les débuts d'une urbanisation pavillonnaire entre le bourg et la gare dès les années 1920.

## Politique et administration

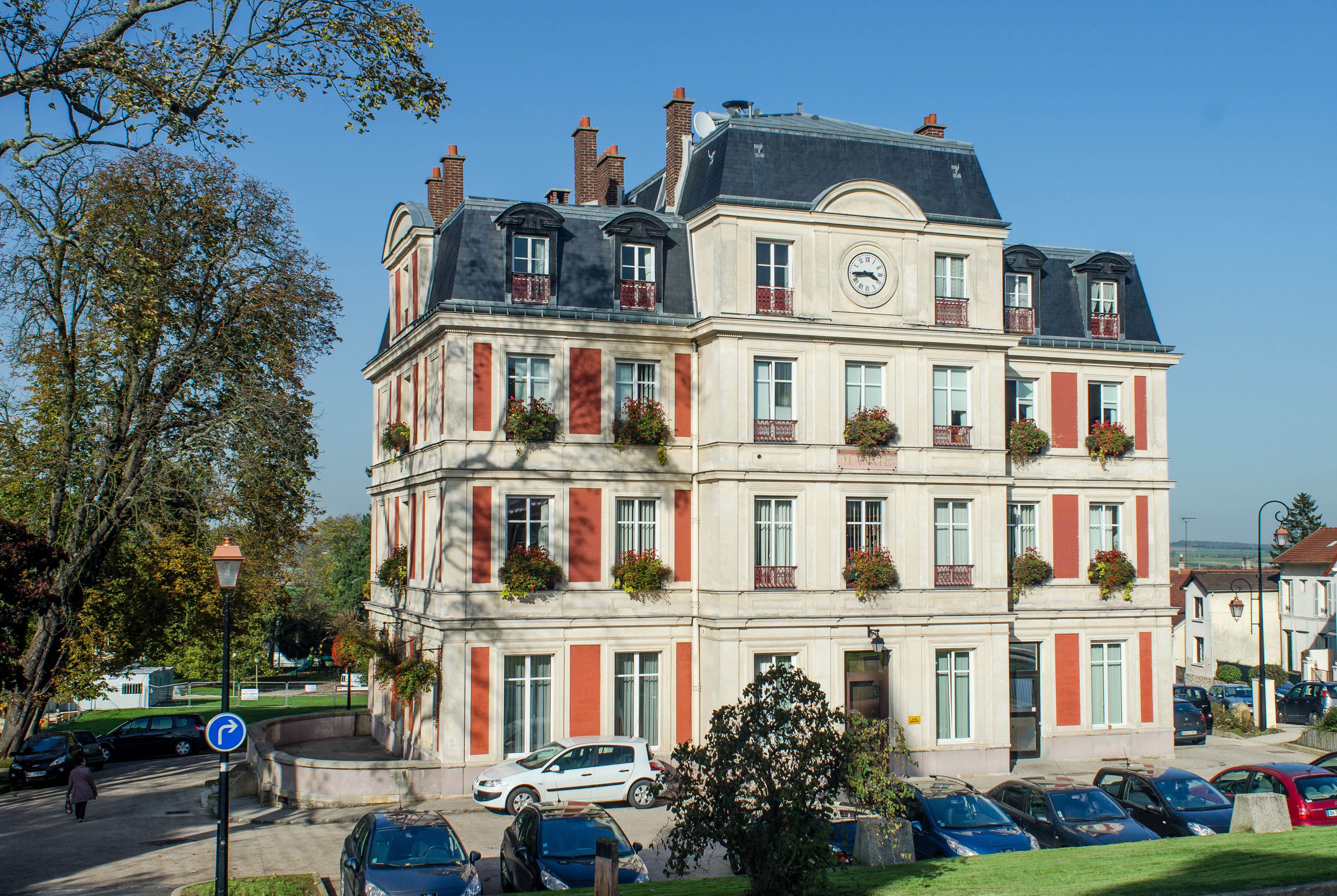
La mairie.

### Rattachements administratifs et électoraux
Antérieurement à la loi du 10 juillet 1964, la commune faisait partie du département de Seine-et-Oise. La réorganisation de la région parisienne en 1964 fit que la commune appartient désormais au département du Val-d'Oise et à son arrondissement de Sarcelles, après un transfert administratif effectif au 1er janvier 1968.
Pour l'élection des députés, elle fait partie depuis 1986 de la septième circonscription du Val-d'Oise.
Elle faisait partie de 1793 à 1964 du canton d'Écouen, année où elle intègre le canton de Sarcelles-Centre du département de Seine-et-Oise. Lors de la mise en place du Val-d'Oise, elle devient le chef-lieu du canton de Domont. Dans le cadre du redécoupage cantonal de 2014 en France, ce canton, dont la commune est désormais le bureau centralisateur, est modifié, passant de 4 à 11 communes.

### Intercommunalité
La commune était membre de la  communauté de communes de l'Ouest de la Plaine de France, un établissement public de coopération intercommunale (EPCI) à fiscalité propre créé en 2002 et auquel la commune avait transféré un certain nombre de ses compétences, dans les conditions déterminées par le code général des collectivités territoriales.
Dans le cadre de la mise en œuvre de la loi MAPAM du 27 janvier 2014, qui prévoit la généralisation de l'intercommunalité à l'ensemble des communes et la création d'intercommunalités de taille importante, cette intercommunalité a fusionné avec sa voisine, formant le 1er janvier 2016 la communauté d'agglomération Plaine Vallée dont est désormais membre la commune.

### Tendances politiques
Au premier tour des élections municipales de 2014 dans le Val-d'Oise, la liste UMP du maire sortant Jérôme Chartier obtient la majorité absolue des suffrages exprimés avec 4 428 voix (78,86 %, 30 conseillers municipaux élus dont 9 communautaires), battant très largement la liste PS menée par Sophie Bureau (1 187 voix, 21,13 %, 3 conseillers municipaux élus dont 1 communautaire).
Lors de ce scrutin, 40,49 % des électeurs se sont abstenus.
Au premier tour des élections municipales de 2020 dans le Val-d'Oise, seule la liste DVD du maire sortant Frédéric Bourdin — qui avait succédé à Jérôme Chartier en 2016 — était candidate et a donc obtenu la totalité des 1 986 suffrages exprimés, permettant l'élection de tous les 33 candidats dont 5 ont été également élus conseillers communautaires.
Lors de ce scrutin marqué par la pandémie de Covid-19 en France, 76,96 % des électeurs se sont abstenus et 12,28 % des votants ont déposé un bulletin blanc ou nul dans l'urne.

### Jumelages
La commune est jumelée avec :
| Ville | Ville     | Pays | Pays        | Période     |
| ----- | --------- | ---- | ----------- | ----------- |
|       | Buja      |      | Italie      | depuis 2009 |
|       | Germering |      | Allemagne   | depuis 1984 |
|       | Shepshed  |      | Royaume-Uni | depuis 1989 |
|       | Wolsztyn  |      | Pologne     | depuis 2005 |

## Équipements et services publics

### Espaces publics
- Ville fleurie (2017) : 3 fleurs attribuées par le Conseil national des villes et villages fleuris de France au Concours des villes et villages fleuris[38].
- Prix du patrimoine arboré (2017) : commune de Domont[39].
- Catégorie Jardin en partage (2017) : 1er prix ex-aequo au Jardin des délices à Villiers-le-Bel et aux Jardins d’Alain à Domont[39].
- Label "Commune d'honneur" décerné par l'Établissement français du sang.

### Enseignement
La ville compte quatre écoles élémentaires, quatre écoles maternelles, deux collèges et un lycée.
- Écoles élémentaires : Pierre-Brossolette, Jean-Moulin, Charles-de-Gaulle, Gabriel-Péri ;
- Écoles maternelles : Louis-Pasteur, Jean-Moulin, Anne-Frank, Jean-Piaget ;
- Collèges : Aristide-Briand, Saint- Pie X ;
- Lycée George-Sand.

### Culture
Ces équipements sont[réf. nécessaire] :
- la médiathèque Antoine-de-Saint-Exupéry ;
- le centre social et culturel domontois Georges-Brassens ;
- Domont Cinéma (anciennement L'Ermitage) ;
- la salle des fêtes Régis-Ponchard.

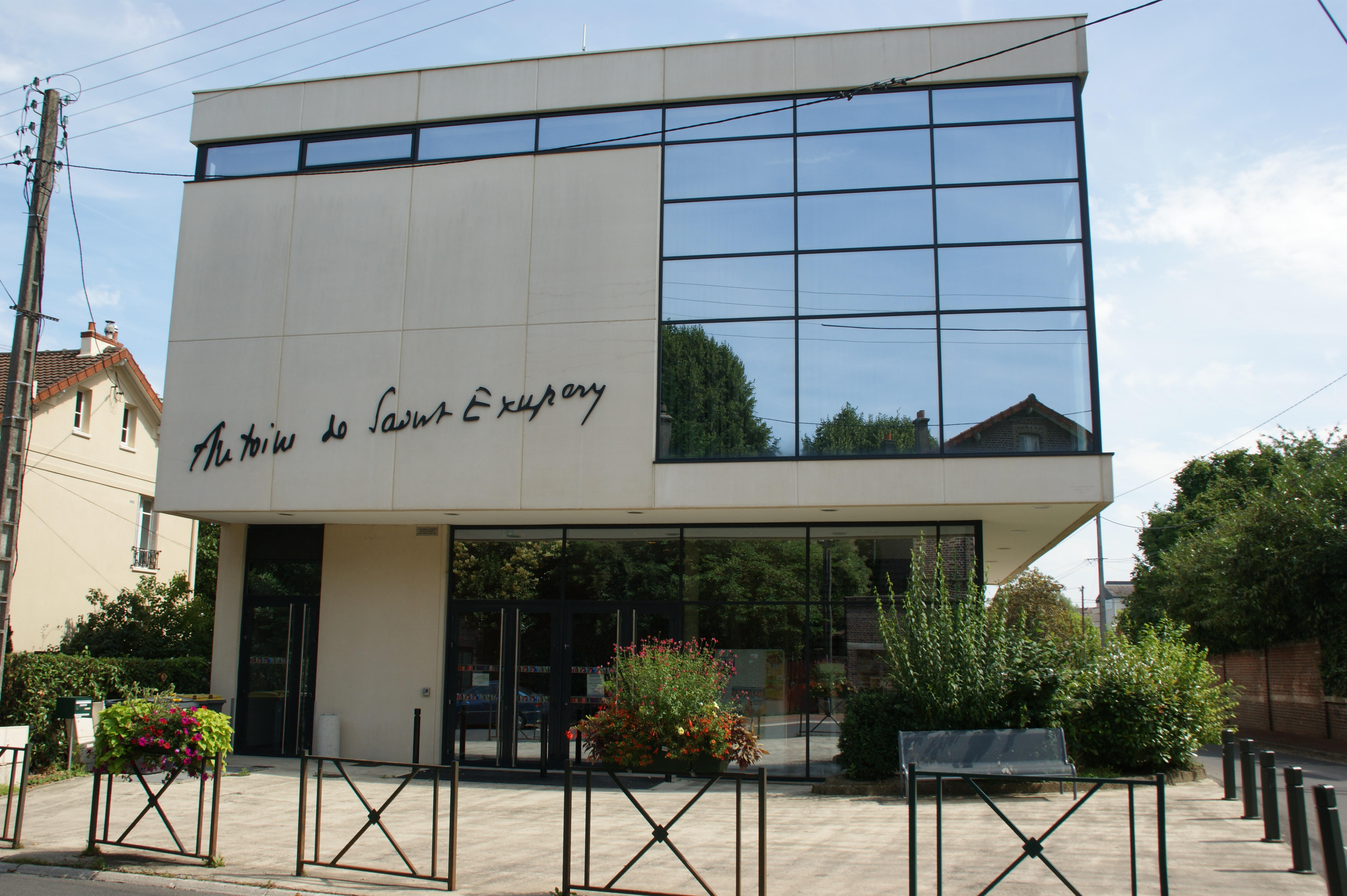
Médiathèque Antoine-de-Saint-Exupéry.
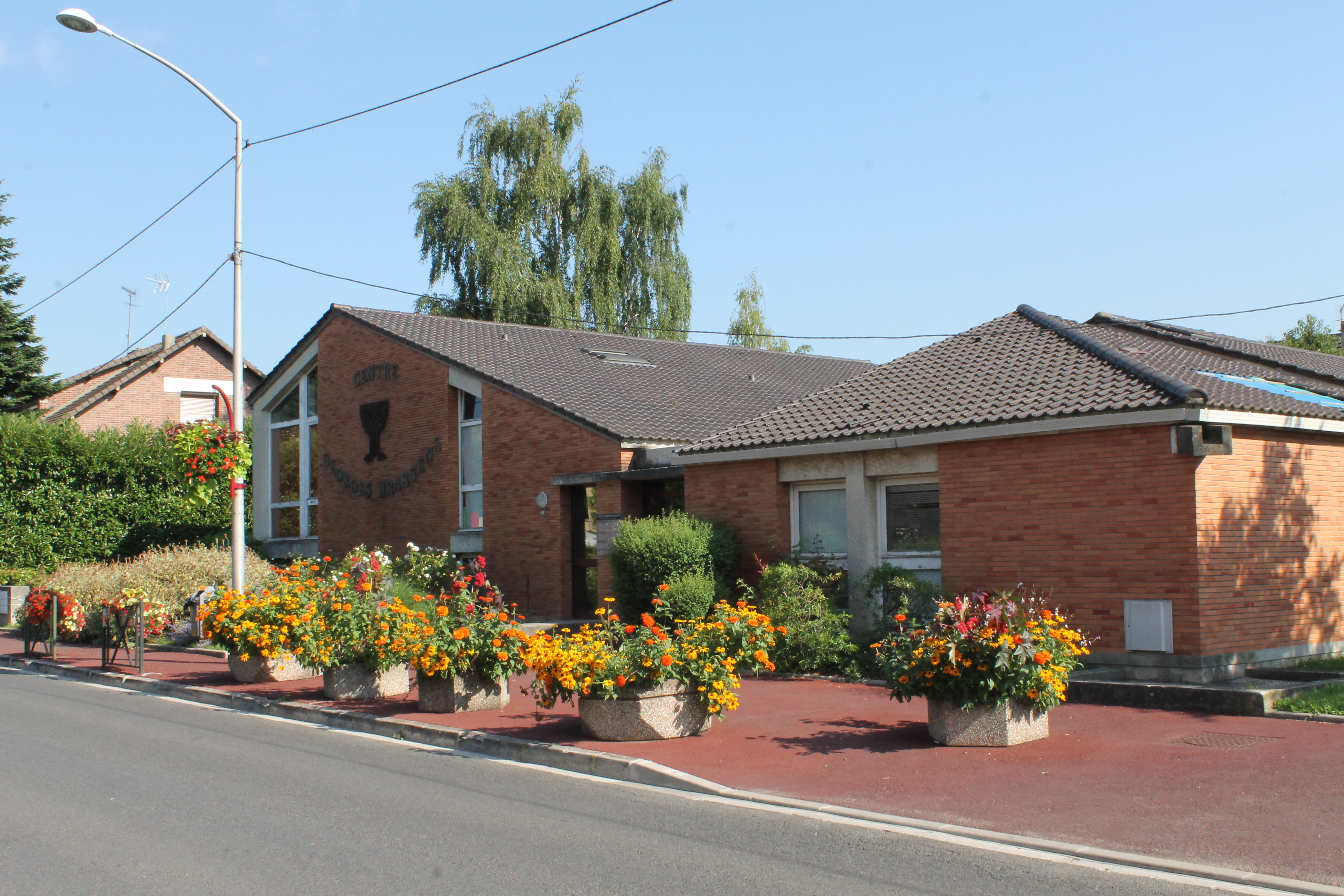
Centre social et culturel domontois Georges-Brassens.
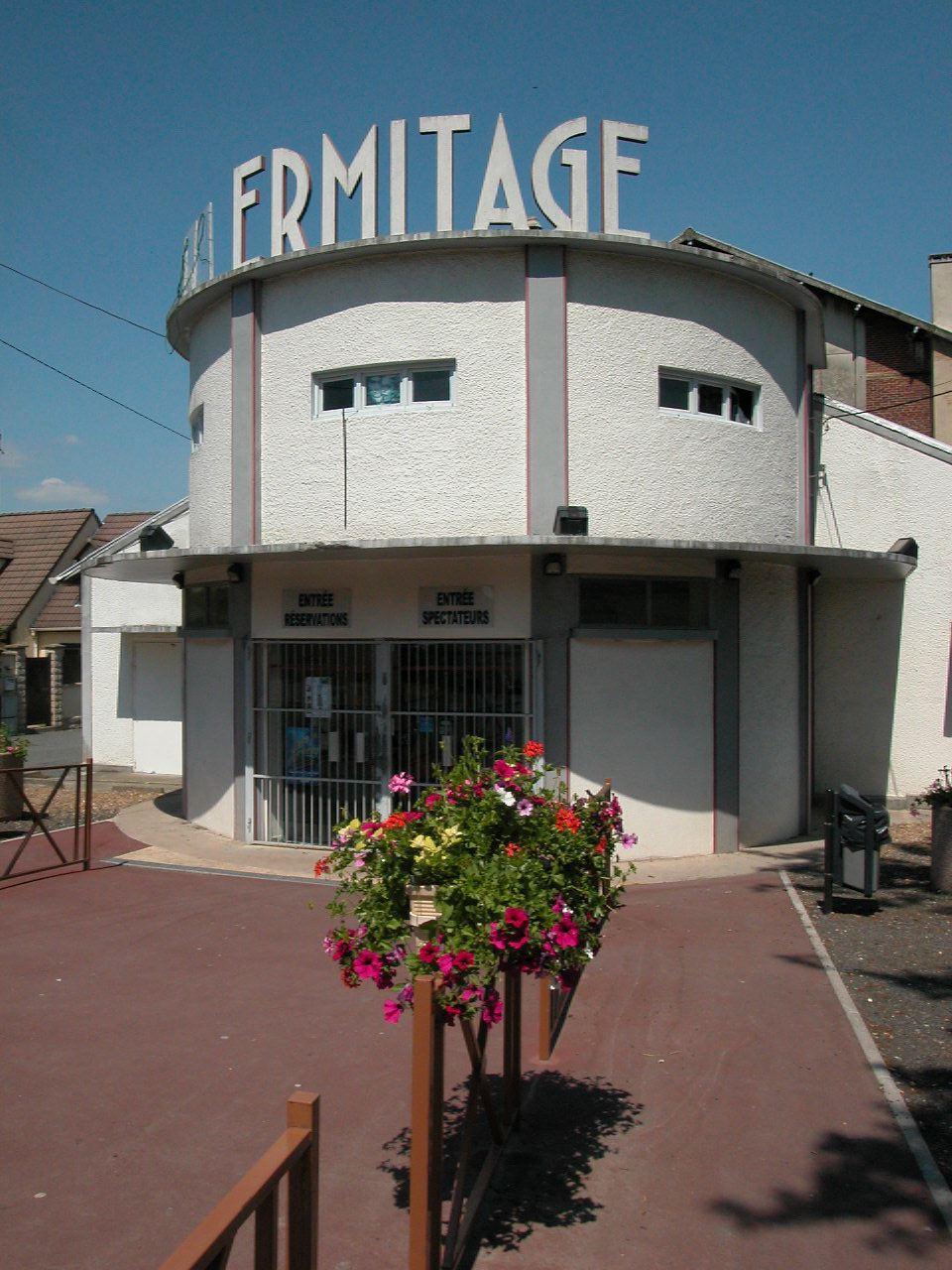
Cinéma de Domont.
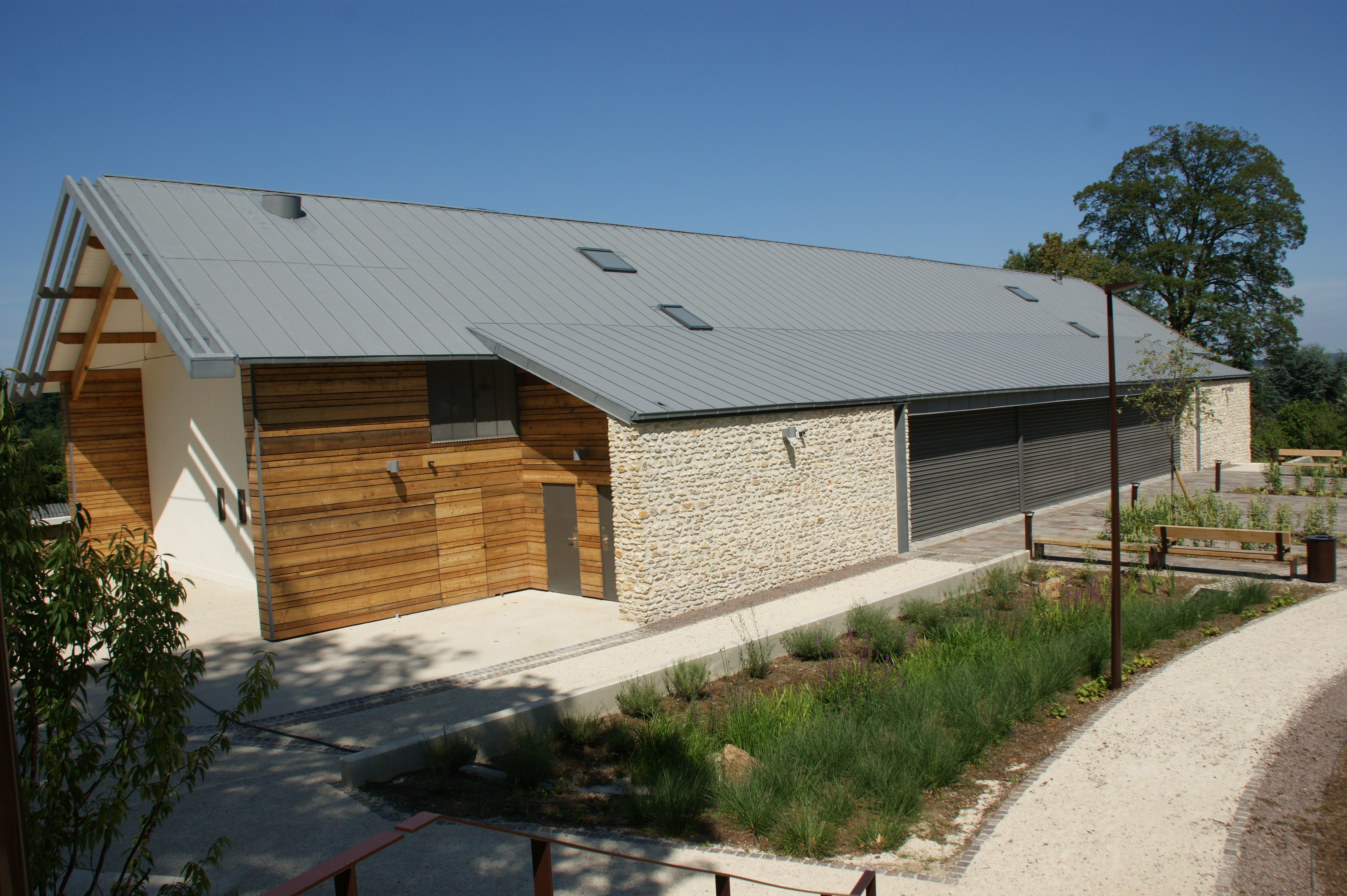
Salle des fêtes Régis-Ponchard.

### Santé
En 2020, la commune accueille[réf. nécessaire] :

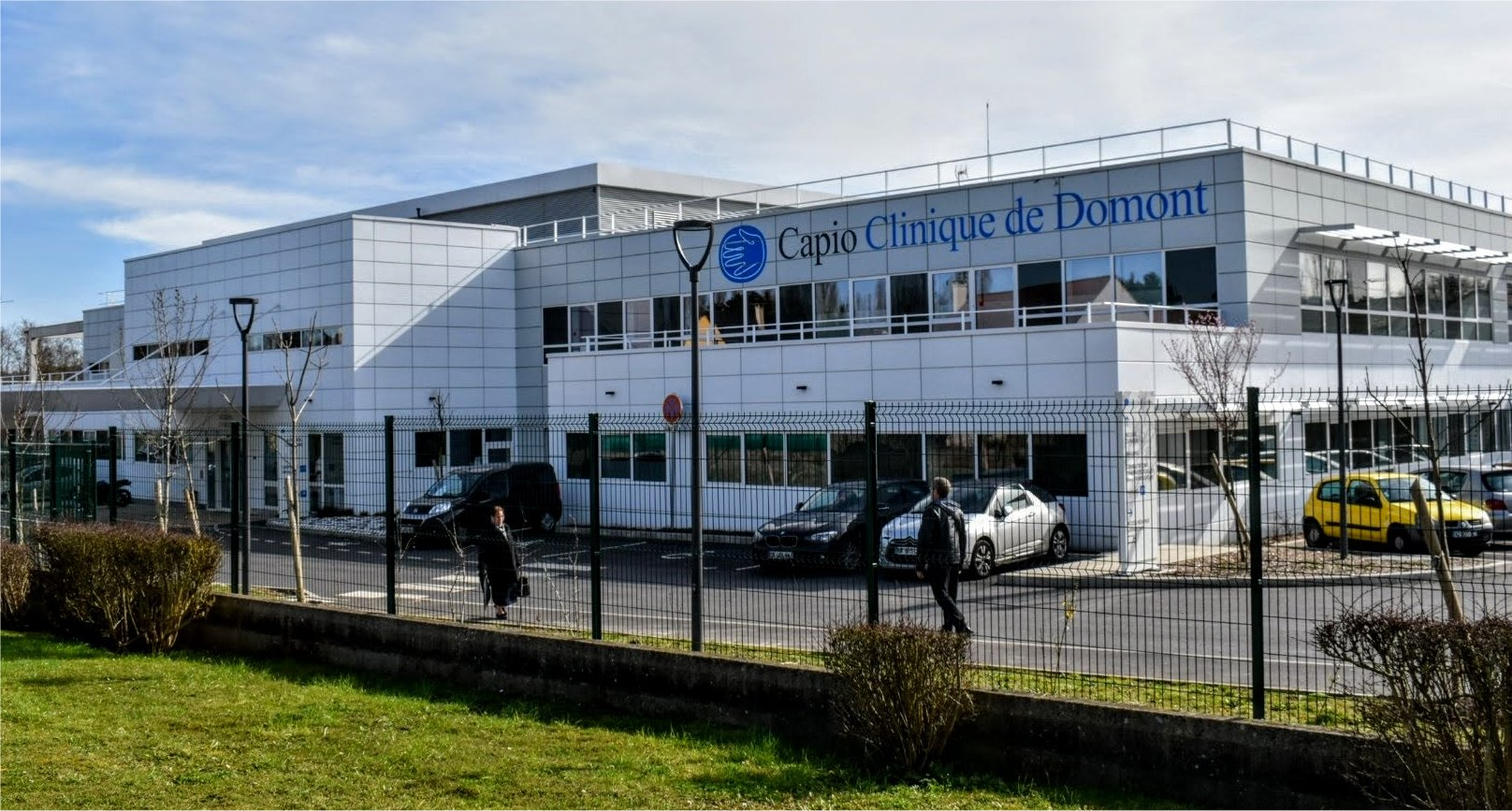
Clinique.

- la clinique de Domont, établissement ambulatoire privé dont 50 % des actes pratiqués relèvent de la chirurgie orthopédique osseuse et articulaire, le surplus concernant la gastro-entérologie et l'ophtalmologie[40],[41] ;
- un centre médico-psychologique de jour pour adultes et enfants ;
- deux maisons de retraite : maison de retraite médicalisée ORPEA Val de France (EHPAD) et résidence autonomie Arpavie Hélène-Moutet ;
- deux laboratoires d’analyses médicales ;
- de nombreux médecins et cabinets médicaux.

### Justice, sécurité, secours et défense
Une nouvelle brigade de gendarmerie a été livrée le 14 avril 2009 et était destinée à la brigade et au peloton de surveillance de Domont.
En 2018, la commune dispose de la brigade territoriale autonome de la  Gendarmerie nationale.
Le poste de la police municipale est situé au 66, rue du Chemin-Vert. Il comprend 12 fonctionnaires[Quand ?] placés sous l'autorité d'un chef de service : 7 agents de police municipale et 5 agents de surveillance de la voie publique (ASVP).
Le centre de secours de Domont défend les communes suivantes : Attainville, Baillet-en-France, Bouffémont, Domont, Ézanville, Moisselles, Montsoult, Piscop, Villaine-Sous-Bois.
Domont fait partie[Quand ?] de la juridiction d’instance de Gonesse (depuis la suppression du tribunal d'instance d'Écouen en février 2008), et du tribunal judiciaire ainsi que du tribunal de commerce de Pontoise,.

## Population et société

### Démographie
L'évolution du nombre d'habitants est connue à travers les recensements de la population effectués dans la commune depuis 1793. Pour les communes de plus de 10 000 habitants les recensements ont lieu chaque année à la suite d'une enquête par sondage auprès d'un échantillon d'adresses représentant 8 % de leurs logements, contrairement aux autres communes qui ont un recensement réel tous les cinq ans,.

En 2022, la commune comptait 16 075 habitants, en évolution de +4,38 % par rapport à 2016 (Val-d'Oise : +4 %, France hors Mayotte : +2,11 %).
| 1793 | 1800 | 1806 | 1821 | 1831 | 1836 | 1841 | 1846 | 1851 |
| ---- | ---- | ---- | ---- | ---- | ---- | ---- | ---- | ---- |
| 697  | 724  | 746  | 704  | 900  | 875  | 871  | 836  | 936  |

| 1856  | 1861  | 1866  | 1872  | 1876  | 1881  | 1886  | 1891  | 1896  |
| ----- | ----- | ----- | ----- | ----- | ----- | ----- | ----- | ----- |
| 1 007 | 1 098 | 1 152 | 1 208 | 1 618 | 1 523 | 1 393 | 1 405 | 1 357 |

| 1901  | 1906  | 1911  | 1921  | 1926  | 1931  | 1936  | 1946  | 1954  |
| ----- | ----- | ----- | ----- | ----- | ----- | ----- | ----- | ----- |
| 1 645 | 1 794 | 1 808 | 1 785 | 2 836 | 3 572 | 3 721 | 3 358 | 4 153 |

| 1962  | 1968  | 1975   | 1982   | 1990   | 1999   | 2006   | 2011   | 2016   |
| ----- | ----- | ------ | ------ | ------ | ------ | ------ | ------ | ------ |
| 5 848 | 9 016 | 10 897 | 11 047 | 13 226 | 14 883 | 14 785 | 14 996 | 15 401 |

| 2021   | 2022   | - | - | - | - | - | - | - |
| ------ | ------ | - | - | - | - | - | - | - |
| 16 078 | 16 075 | - | - | - | - | - | - | - |

### Sports et loisirs

#### Équipements sportifs
- Stade omnisports des Fauvettes : stade, terrains de football et de rugby, piste d’athlétisme
- Gymnase et stade municipal Jean-Jaurès : terrain de football, gymnase et dojo
- Gymnase des Grands Jardins : arts martiaux, salle de tennis de table, plateau d’évolution
- Gymnase Charles-de-Gaulle : salle omnisports
- Terrain multisports au parc des Coquelicots
- Gymnase du lycée
- Une piscine intercommunale.

La ville compte des associations :
- rugby à XV : Stade domontois ;
- golf : golf de Domont-Montmorency ;
- aïkibudo domontois ;
- budokai - club de judo ;
- full contact ;
- karaté club domontois ;
- gymnastique volontaire ;
- l’Union cyclotouriste domontois ;
- US Domont cyclisme ;
- hatha yoga ;
- Domont basket ;
- le Football club domontois ;
- le baseball club domontois Les Cérbères ;
- Domont Athlétisme ;
- Domont Tennis de table ;
- Domont Tennis Club.

### Manifestations culturelles et festivités
On peut noter[réf. nécessaire] :
- le salon du jouet de collection et de la bande dessinée (mois de février) ;
- le carnaval de Domont (mois de mars) ;
- la brocante de printemps (mois de juin) ;
- le festival de l'été (mois de juin et juillet) ;
- le feu d'artifice du 13 juillet ;
- le forum des associations (mois de septembre) ;
- la foire d'automne de Domont (mois de septembre) ;
- le festival international du cirque du Val-d’Oise (mois d'octobre), créé en 1999 dans le cadre de la foire de Domont, dont une édition était consacrée au cirque[50] ;
- la bourse aux jouets (mois de novembre) ;
- le marché de Noël (mois de décembre).

## Économie

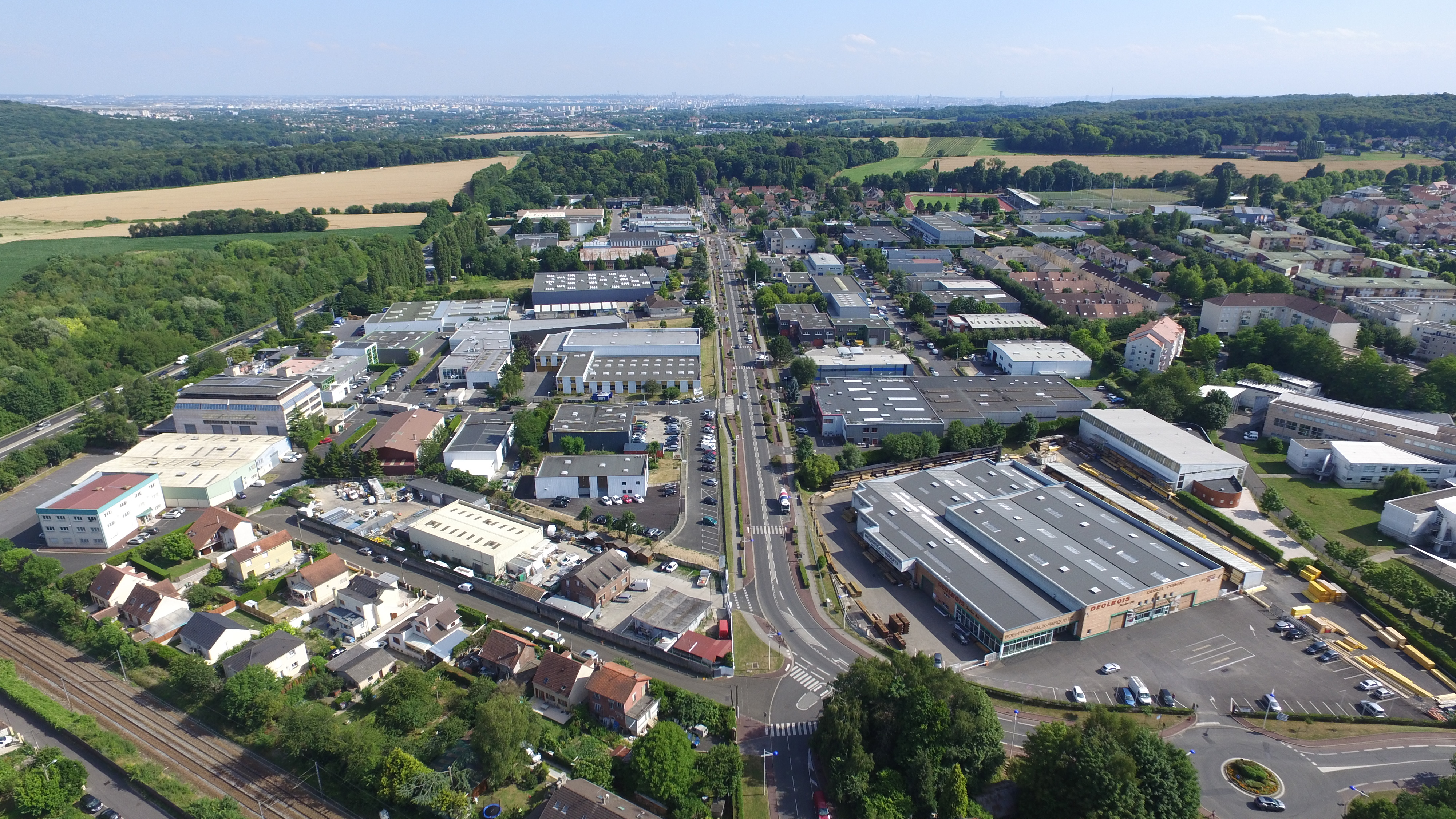
Zone d'activité.

Outre son tissu commercial, la ville dispose d'un marché les jeudis et dimanches.
La ville de Domont accueille sur 233 hectares[réf. nécessaire] une zone d'activité artisanale et industrielle diversifiée[réf. nécessaire].
Île-de-France Mobilités a décidé implantation d'un centre opérationnel bus à Domont, dans le cadre de la délégation de service public 2021-2028 par les  groupes Transdev, Keolis et Ratp Dev pour l'exploitation de 13 lignes de bus représentant environ 3,2 millions de kilomètres commerciaux en 2020.

## Culture locale et patrimoine

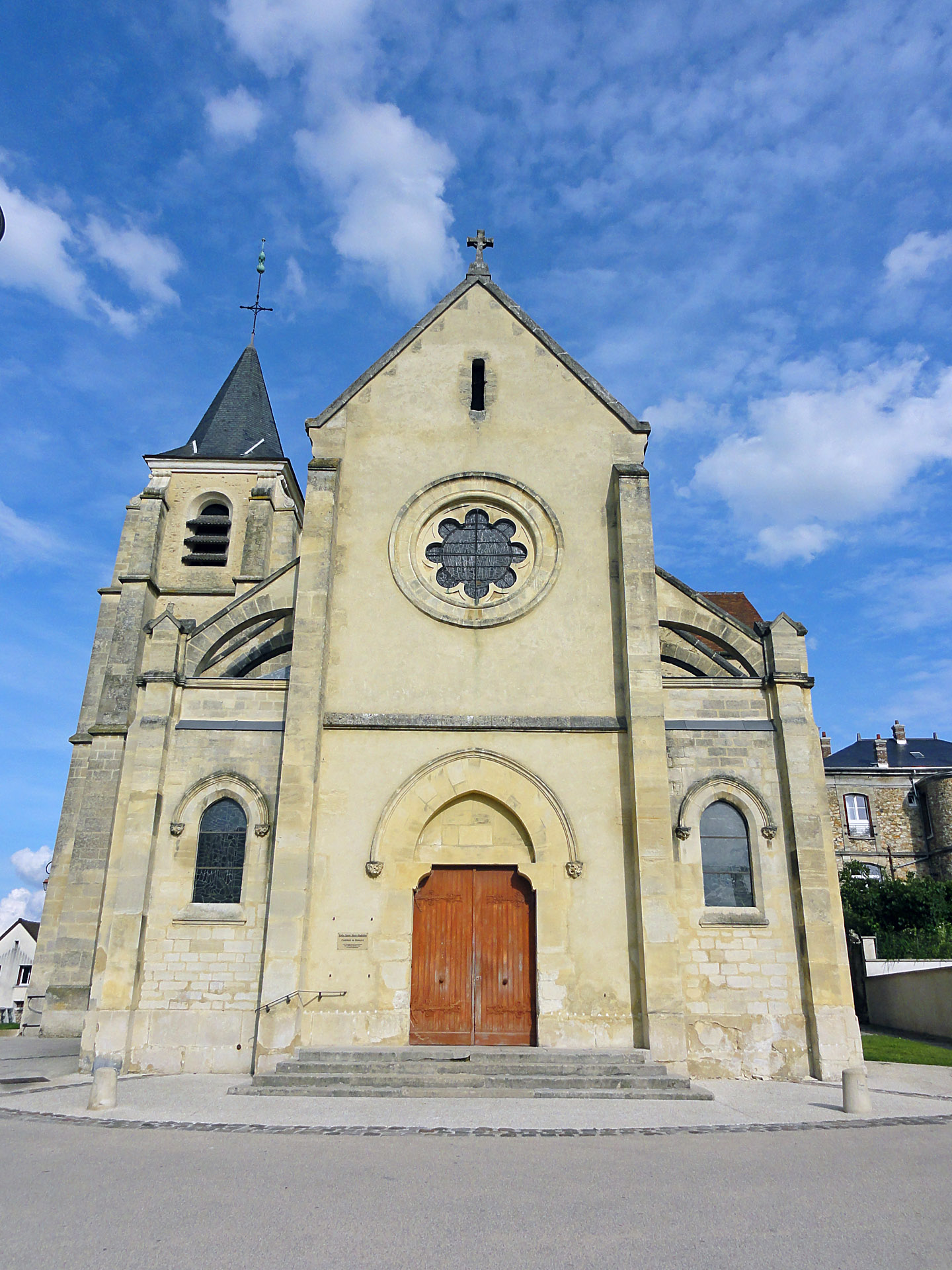
Église Sainte-Marie-Madeleine.

### Lieux et monuments

#### Monument historique
- L'église Sainte Marie-Madeleine, rue / place de l'Église (classée monument historique en 1913[52]) : l'église est bâtie dans une seule campagne de travaux pendant les années 1150, sous la direction des bénédictins du prieuré clunisien fondé à Domont en 1108. Le chœur et le transept sont un reflet de la période de transition du roman vers le gothique, avec des chapiteaux à feuilles d'acanthe et des ornementations sous l'influence de l'art roman, mais des arcades déjà brisées.

L'église est de plan cruciforme à déambulatoire (sans chapelles rayonnantes), et l'élévation porte sur trois niveaux avec un faux triforium dans la nef et l'abside, et un étage de fenêtres hautes. La partie sud-ouest du déambulatoire a été reconstruite à la période flamboyante, et des arcs-boutants ont été construits pour épauler le mur haut de l'abside. Leurs culées sont ornées de pinacles plaqués. La chapelle d'axe à l'extrémité orientale du chevet est rebâtie au milieu du XIXe siècle. Quant au transept, il se compose initialement de deux croisillons carrés, deux fois plus larges que les bas-côtés, et cantonnés aux angles par des énormes contreforts à ressauts.
Le croisillon sud est resté intact avec sa façade à pignon, alors que le croisillon nord, menaçant ruine tout comme le clocher dès la fin de l'Ancien Régime, est rebâti de manière simplifiée vers le milieu du XIXe siècle pour devenir la chapelle Sainte-Marie-Madeleine. Perdant une partie de sa superficie d'origine, il se retrouve recouvert d'un toit en appentis, alors qu'un pignon en briques rouges est construit à l'intersection entre la croisée du transept et le bras nord. L'harmonie de la façade septentrionale est ainsi rompue. Le clocher se dresse à l'angle entre le croisillon nord et la nef ; il ne présente pas un style particulier et est ajouré sur son niveau supérieur par une seule baie abat-son plein cintre par face.
La courte flèche en charpente est couverte d'ardoise. La nef se compose de trois travées et demi et d'autant de travées pour les bas-côtés : ruinée peu avant la Révolution française, elle est reconstituée de toutes pièces au milieu du XIXe siècle. La façade occidentale avec un pignon en haut est très simple ; elle laisse apparaître les arcs-boutants de la nef au-dessus des toits plats des bas-côtés, percés de baies en tiers-point à lancette simple vers l'ouest également. La porte rectangulaire est surmontée par un arc de décharge au tympan nu. Un grand oculus à huit lobes, entouré de deux tores, éclaire la nef par le haut,.

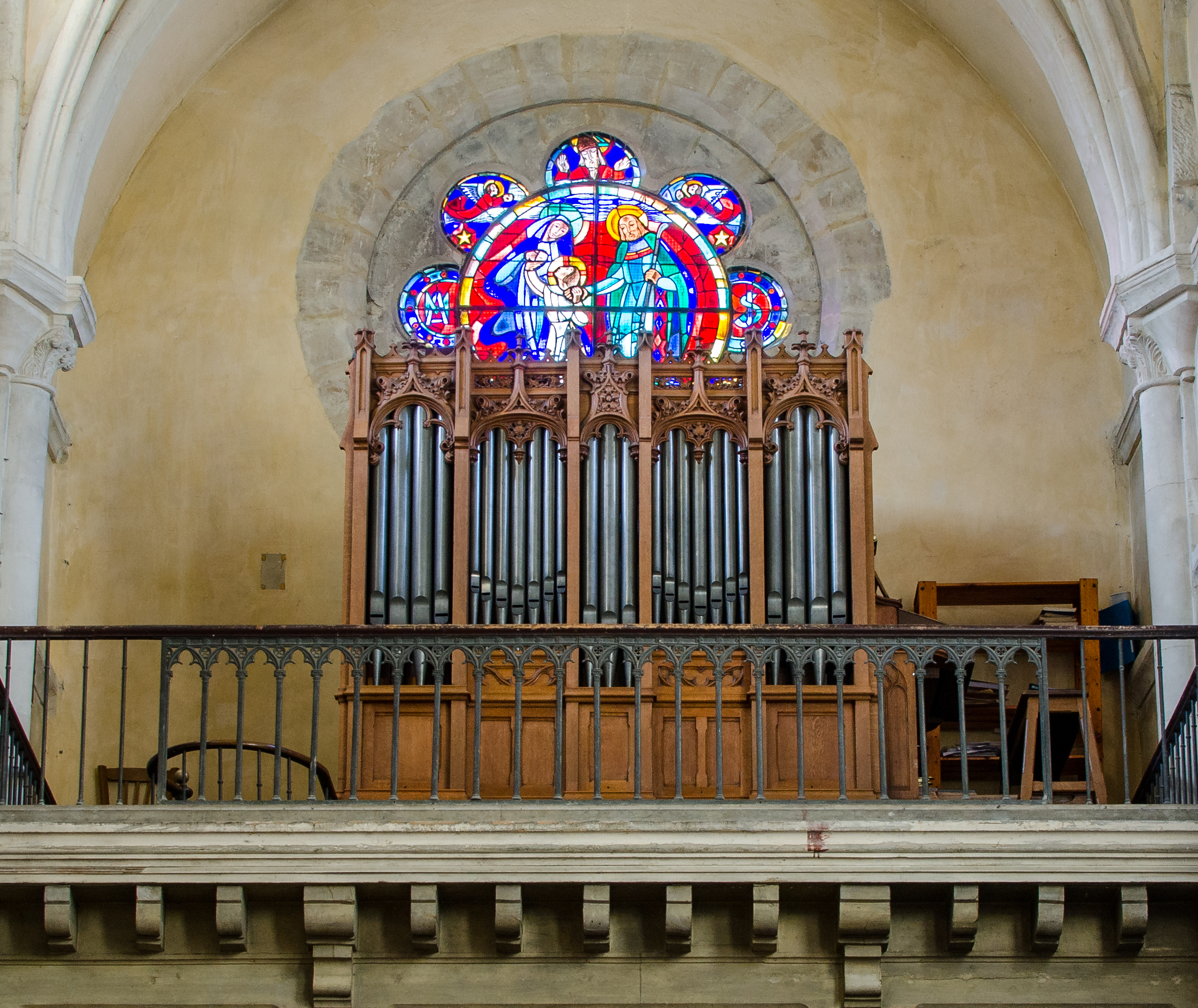
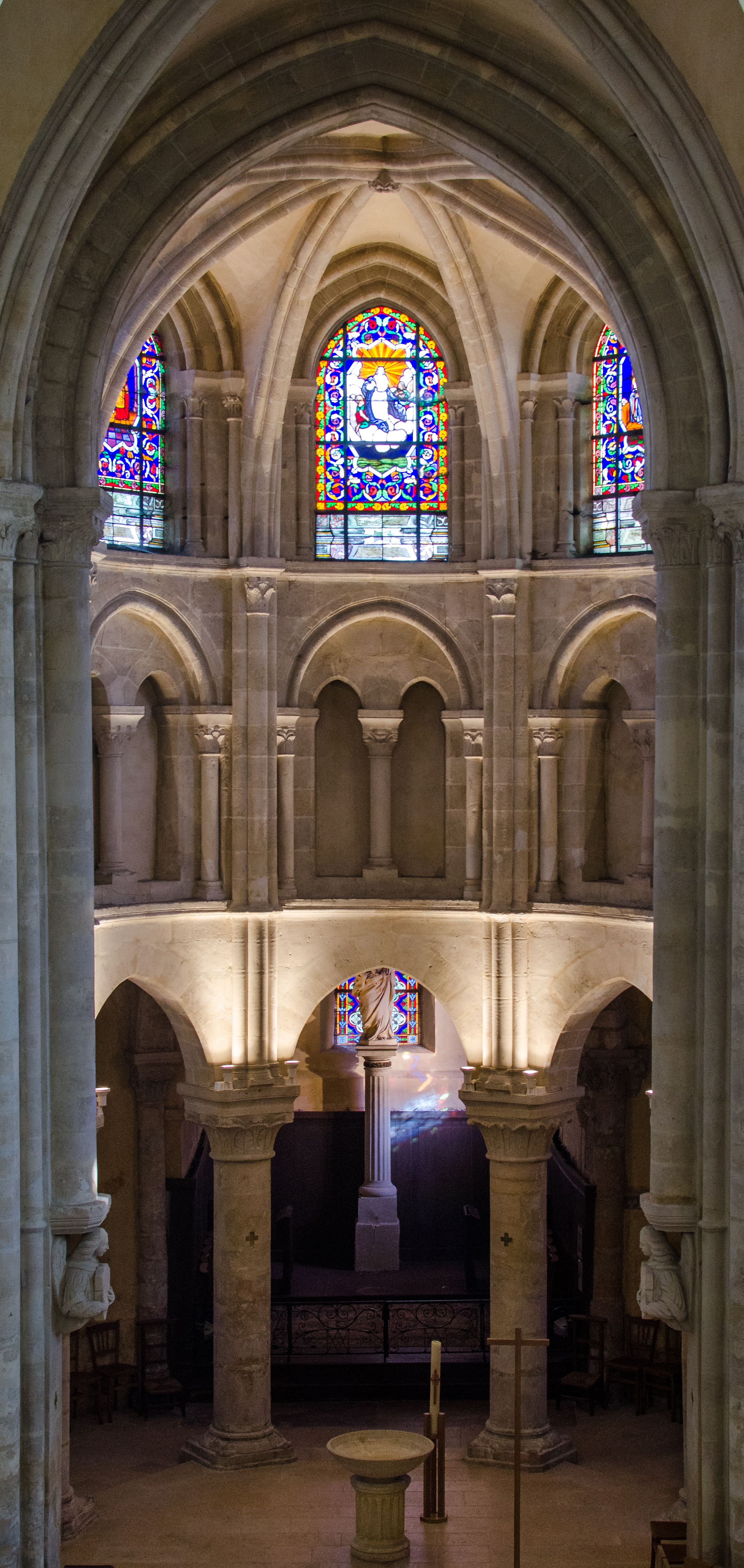
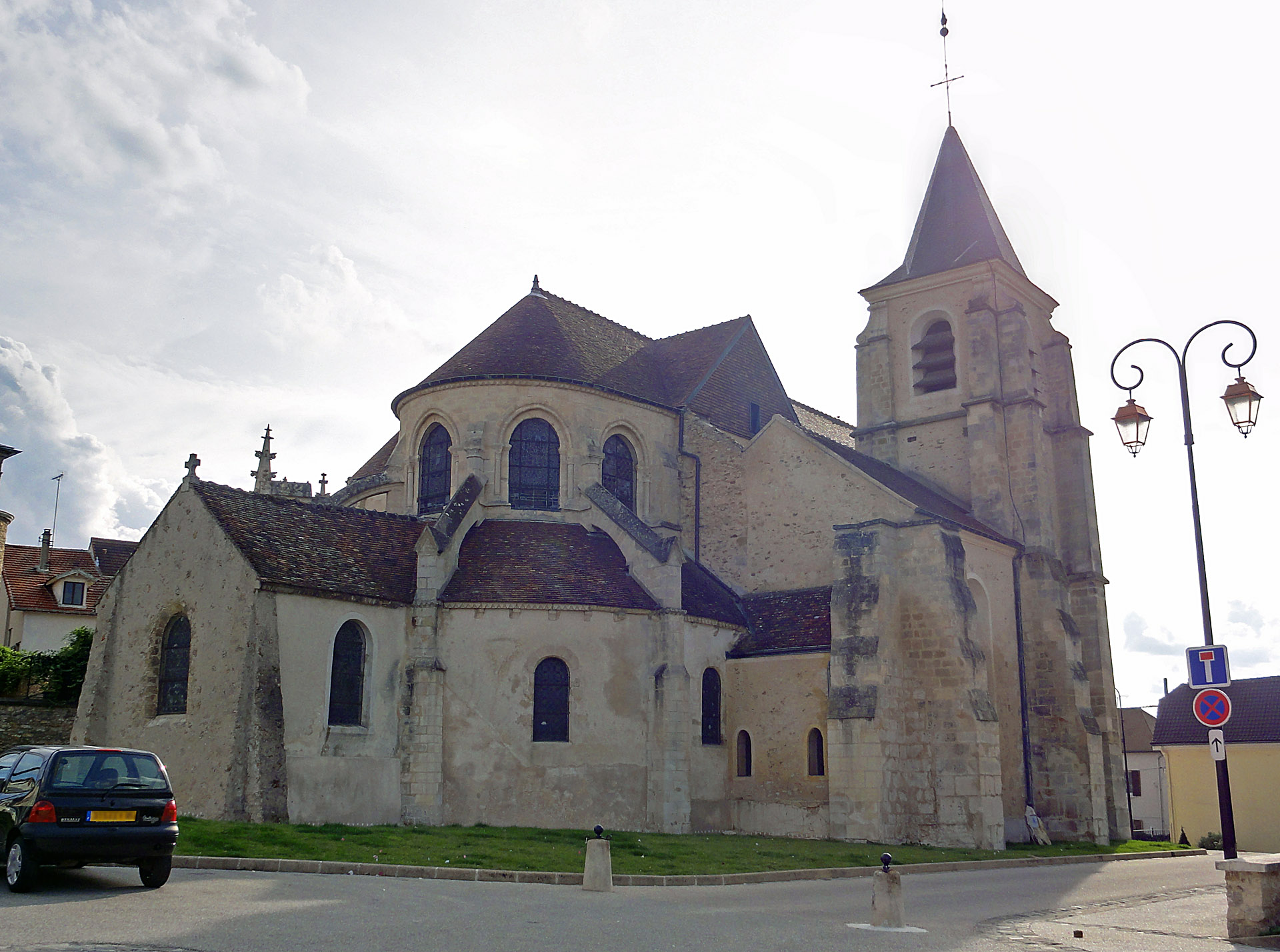
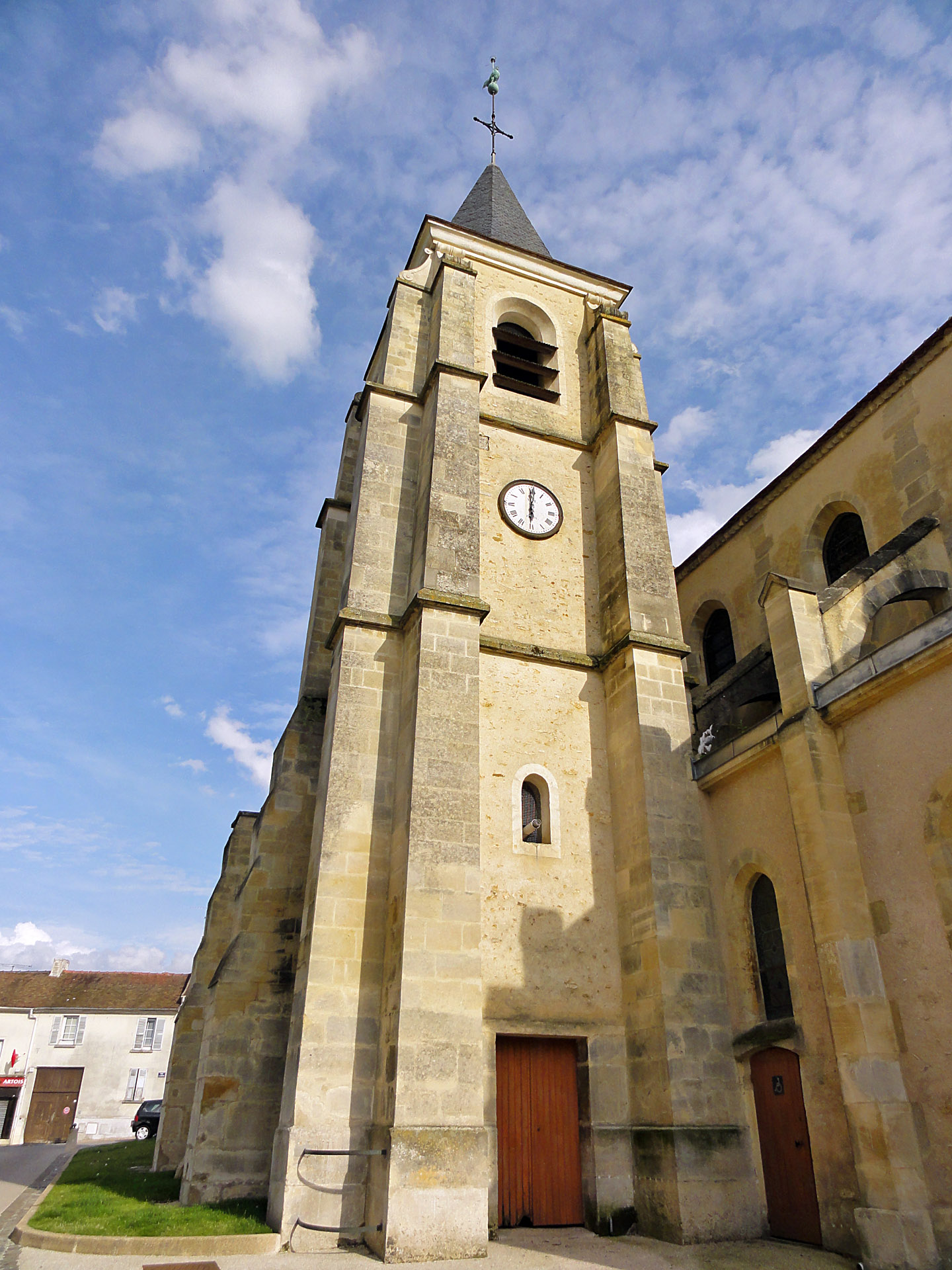
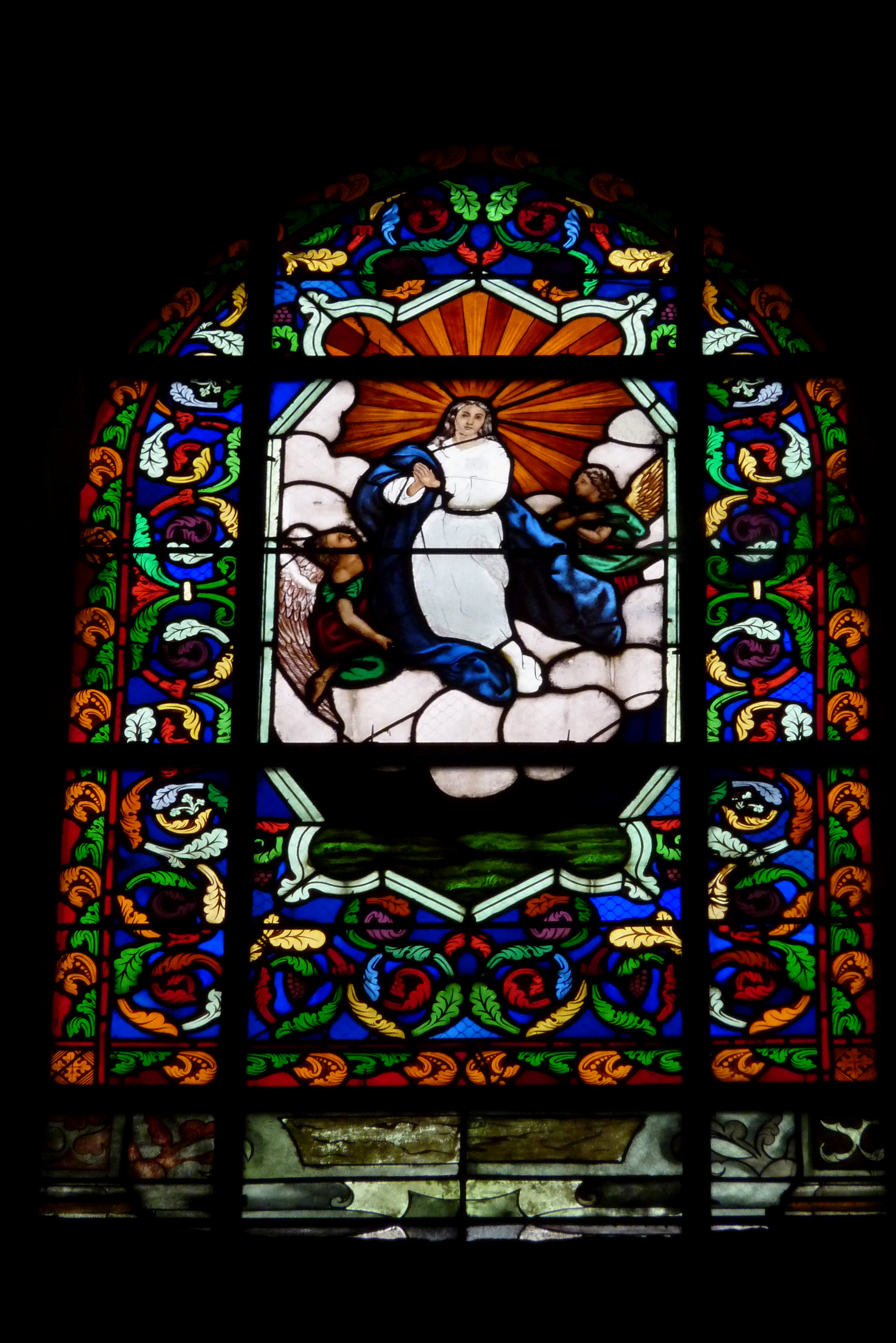

#### Autres lieux et monuments

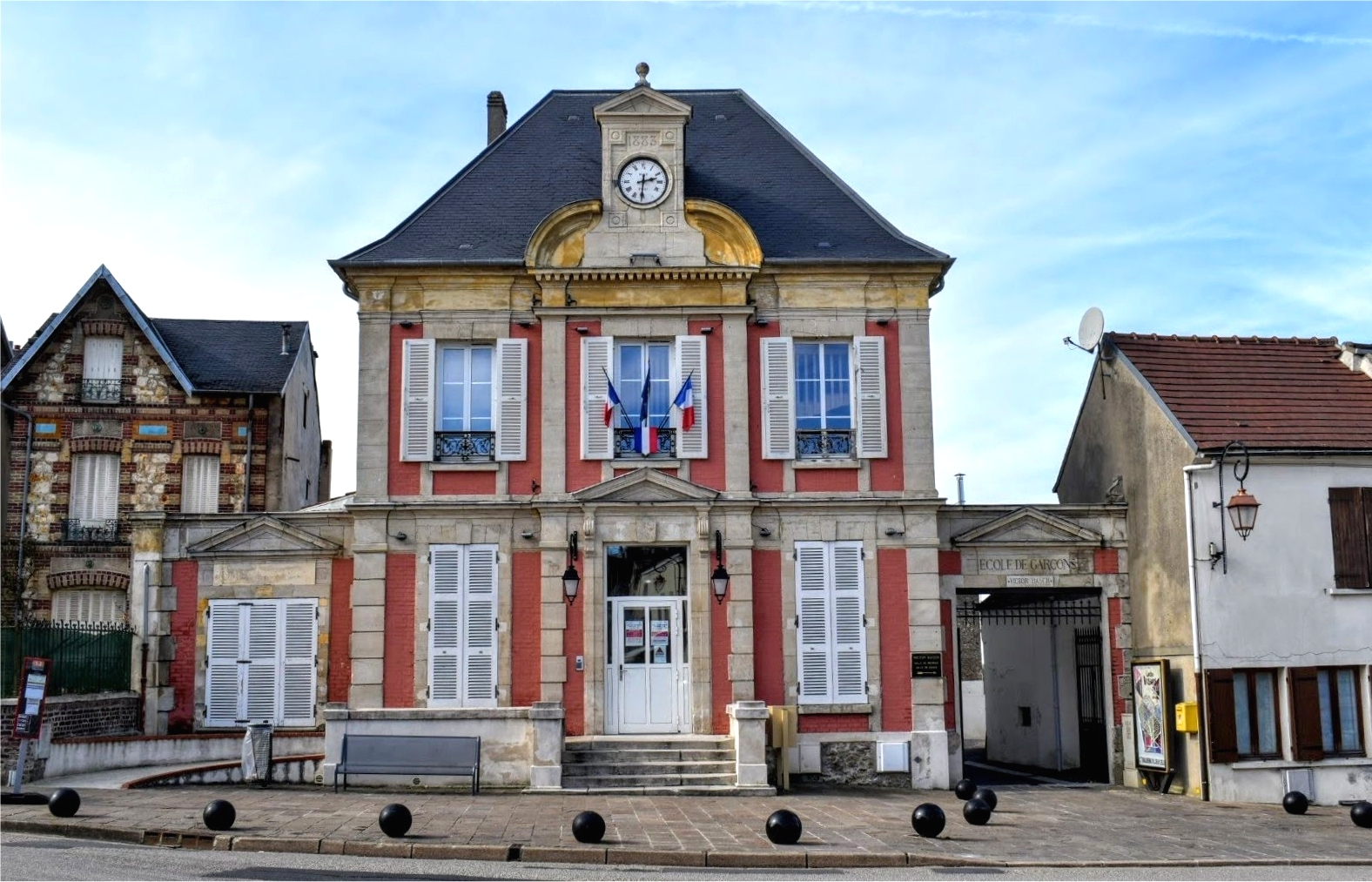
Ancienne mairie.

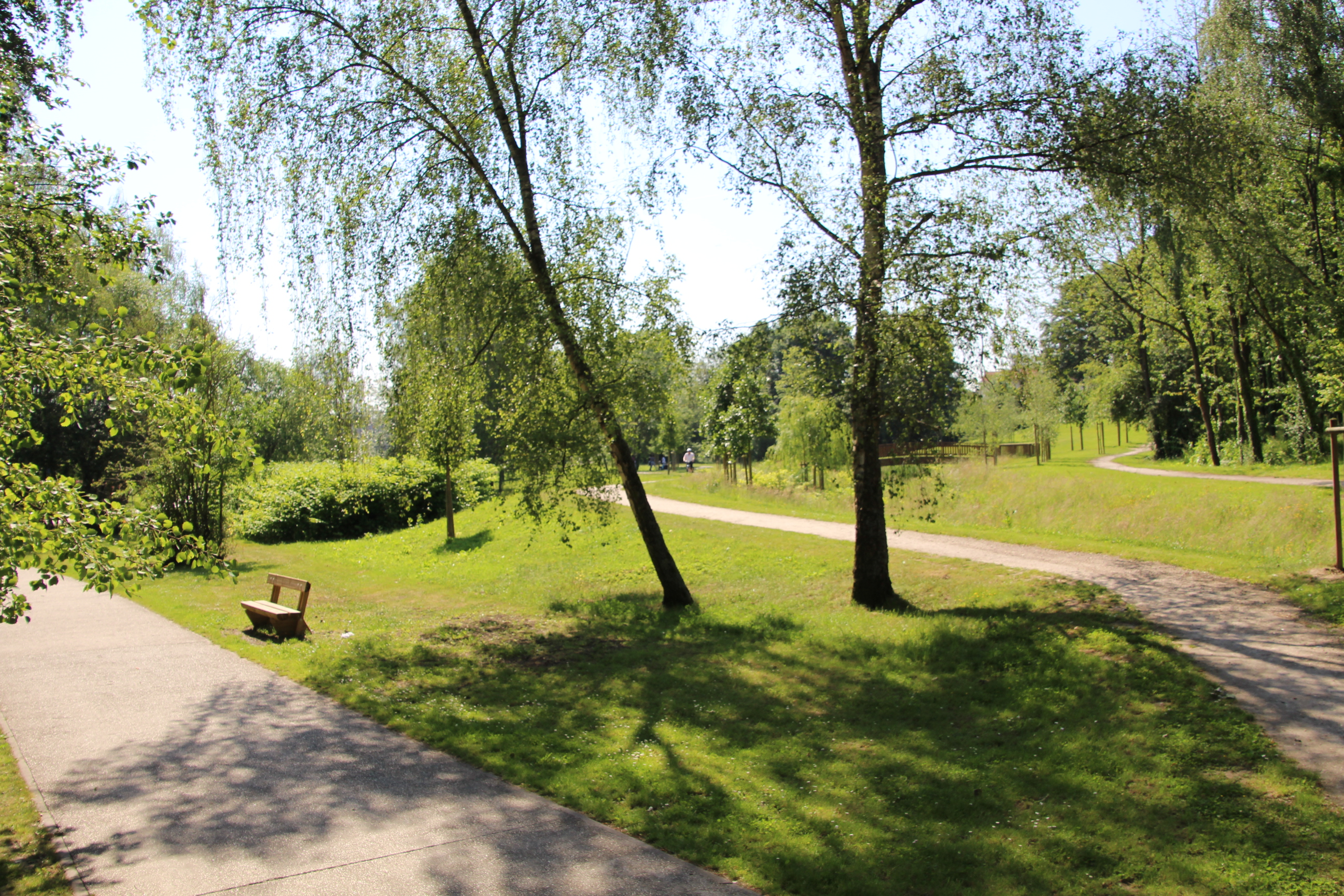
Parc des Coquelicots.

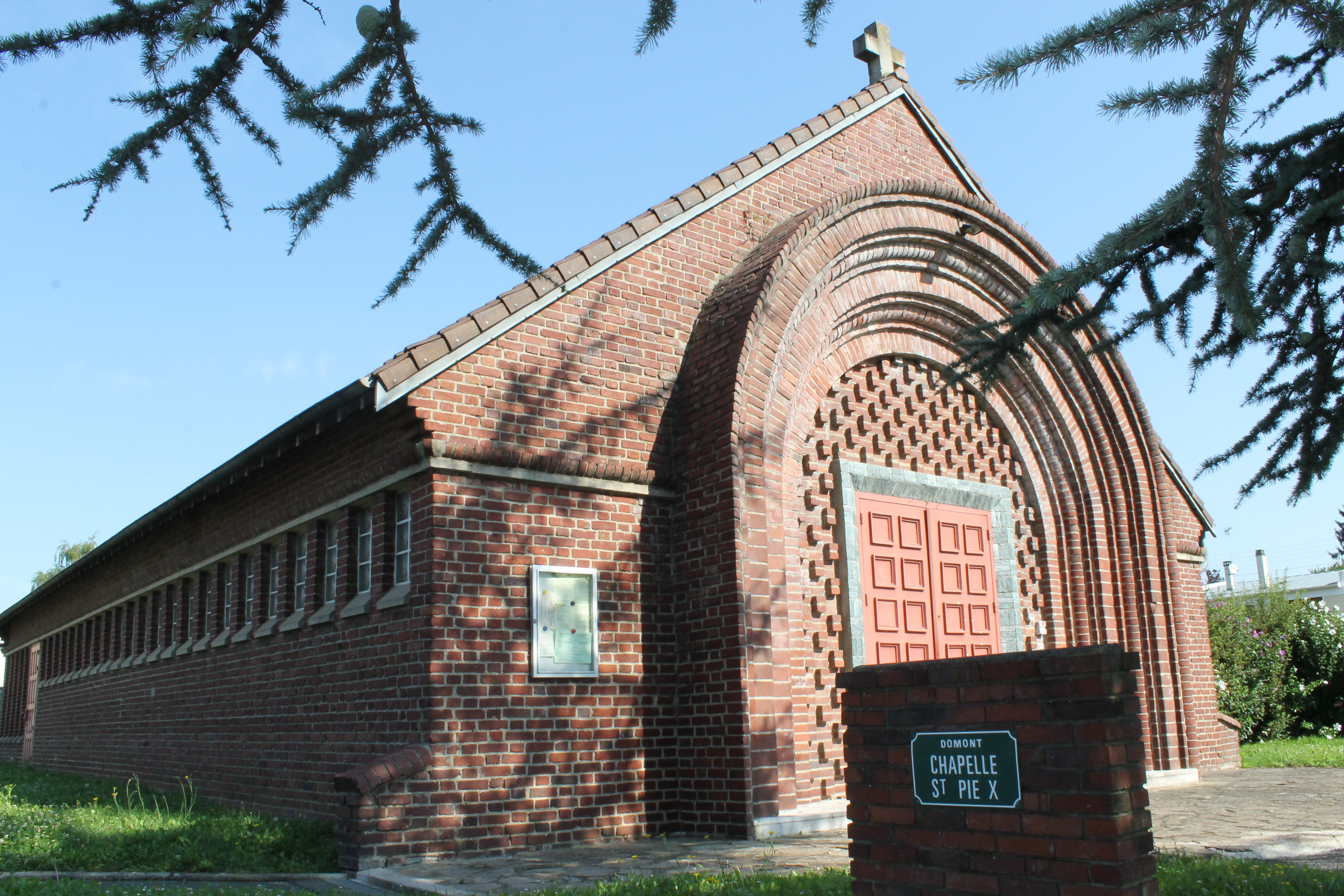
Chapelle Saint-Pie-X de Domont.

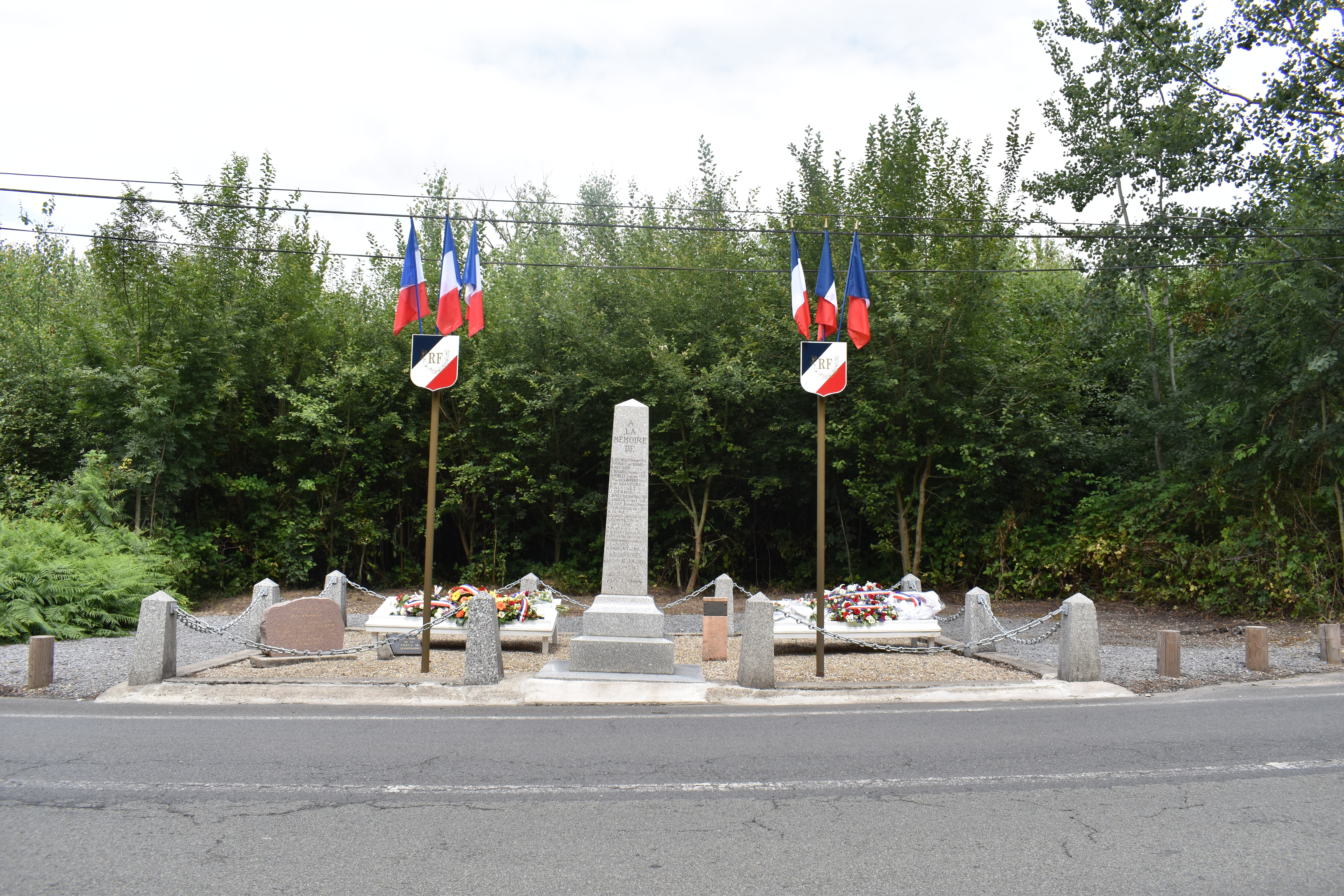
Mémorial « Les Quatre Chênes ».

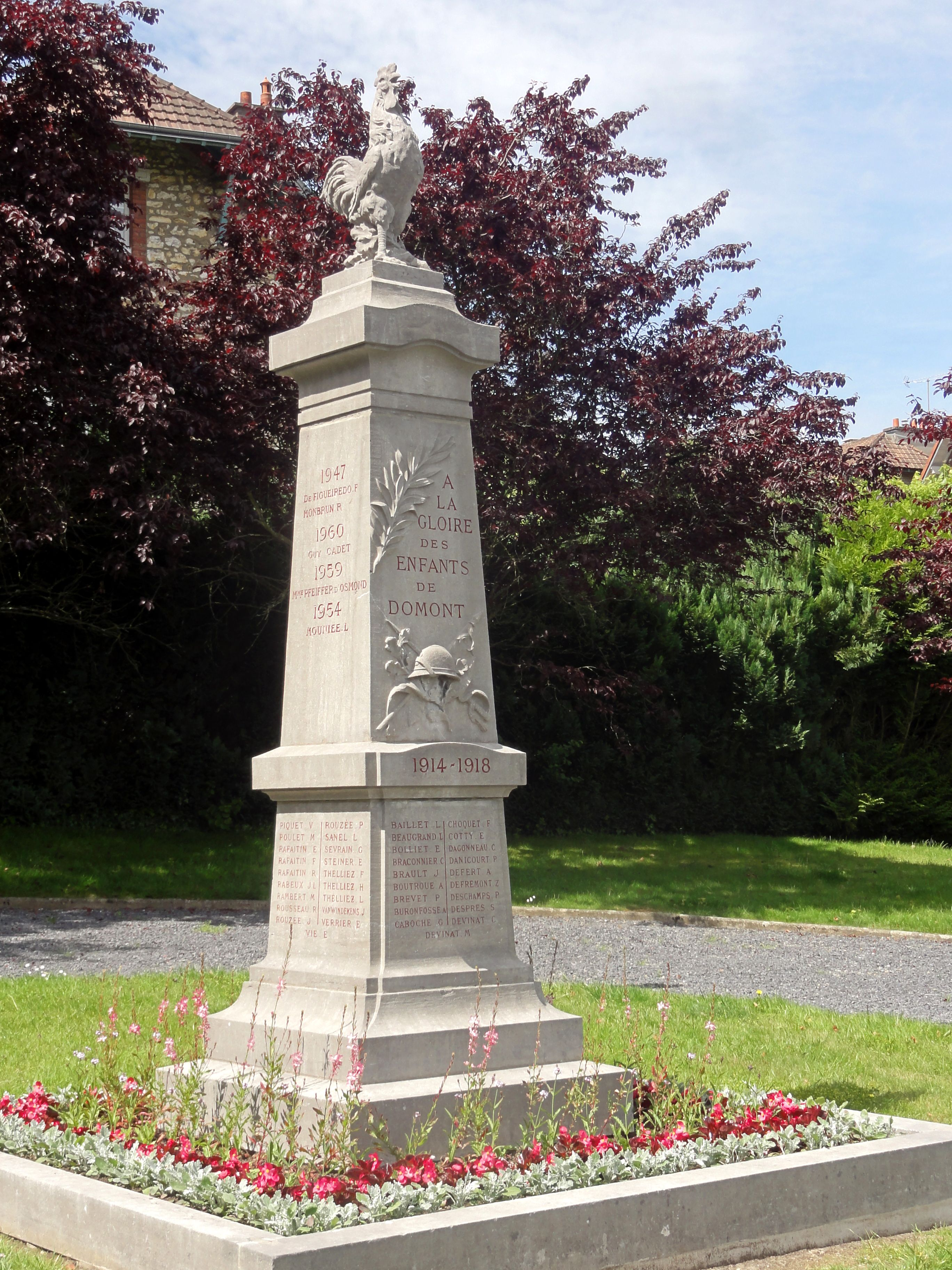
Monument aux morts.

- La mairie occupe le château du Prieuré, rue de la Mairie : il s'agit d'un grand hôtel particulier construit entre 1870 et 1880 pour Sigismond Glandaz, natif de Domont, premier président à la Cour de cassation et président de la Chambre des avoués.
Bien qu'édifié dans une zone alors peu urbanisé, le « château » s'élève sur quatre niveaux pour le corps central de trois niveaux, et trois niveaux pour les ailes latérales de deux travées. L'ensemble est couvert de toits à la Mansart, mais ne reflète que vaguement le style néoclassique, avec un petit fronton dominant la travée centrale et des esquisses de pilastres, mais des proportions inhabituelles. La commune rachète la grande demeure dès 1946 et y installe la mairie six ans plus tard[54].
- L'ancienne mairie, rue de la Mairie, qui accueille désormais la maison des associations. 
De petites dimensions, elle se distingue des maisons environnantes par son architecture soignée dans le style caractéristique de la Troisième République, et l'avant-corps central surmonté par un fronton avec horloge. L'école des filles se situait dans une annexe, alors que l'école des garçons se trouvait dans un bâtiment au fond de la cour. En effet, le portail de la cour porte toujours l'inscription gravée « école des garçons »[54].
- Croix-Martin, qui porte l'inscription « HO CRUX AV - SPES UNICA MUNDI - SALUS ET GLORIA 1861 » (oh croix je te salue, seul espoir du monde, qui donne le secours et la gloire. 1861).
- Le château d'Ombreval : ce surnom est donné au logis d'une ferme d'une certaine importance, de la forme d'une barre d'un seul étage avec un toit à deux croupes peu élevé. La façade sur sept travées présente au rez-de-chaussée une alternance entre portes-fenêtres et fenêtres, et une large frise de têtes et autres éléments sculptés en dessous de la gouttière.
Le propriétaire du manoir pendant les années 1920 étant collectionneur de sculptures, l'on voit des fragments de sculptures appliqués sur les trumeaux de l'étage, de la manière de bas-reliefs. Le nom du domaine remonte à un fief existant dès le Moyen Âge et relevant de la seigneurie de Domont[54].
- L'ancien théâtre puis cinéma, allée Sainte-Thérèse, construit au XXe siècle par un patron de briqueterie passionné de théâtre, Robert Héral aidé de ses ouvriers, ce qui explique les façades d'un style purement utilitaire utilisé pour les bâtiments industriels de l'époque. La scène est assez grande pour recevoir les décors du théâtre du Châtelet[54]. 
Le cinéma ne comporte qu'une salle de 228 places et projette des films en VF et VO.
En 1924, Robert Héral fait don du bâtiment  à la paroisse de Domont dans le but d'y organiser des activités sportives et culturelles Le cinéma est donc rattaché au diocèse de Pontoise. En 1954, le bâtiment est transformé en cinémas. 
En juillet 2017, Le cinéma l’Ermitage est la première salle d’Europe à être dotée du système DTS X[55]. 
En juin 2021, la ville décide de racheter le bâtiment à la suite d'une annonce d’intention de vente du Diocèse[56],[57].

- La chapelle Saint-Pie-X, construite au milieu d'un champ par les ouvriers des briqueteries pendant leur temps libre et achevée en 1954 et dénommée  en l'honneur de la canonisation du pape Pie X, intervenue cette même année. La chapelle, toute en brique, s'insère donc parfaitement dans l'histoire de Domont.
- Le château de la Chancellerie.
- Le fort de Domont (en), au nord du vieux village, à cheval sur la commune voisine de Piscop : il est construit entre 1874 et 1878, sous la direction du futur maréchal Joffre et du capitaine Alfred Louis Adrien Delanne dans le cadre du Système Séré de Rivières. 
Le fort constitue un élément de la ligne de défense autour de la capitale, dont la création est motivée par la Guerre franco-allemande de 1870. Le fort de Domont est l'un des plus importants de cette ligne, dit de première classe, occupant 14 ha au sol et pouvant occuper 1 175 hommes, dont six cents prisonniers. Pendant la Seconde Guerre mondiale, des troupes allemandes avançant vers Épinay-Champlâtreux sont apparemment attaquées depuis le fort, ce qui ne l'empêche pas d'être occupé par des Allemands dès la même année. Le fort est désaffecté après la guerre[54].

En mai 2021, la ville de Domont a racheté le fort

Le 20 mai 2022, le fort de Domont est  labellisé Patrimoine d'intérêt régional
- Le parc des Coquelicots, aménagé sur huit hectares, il offre d’agréables promenades, un terrain sportif, un terrain de pétanque, un parcours santé[60]... 
Il accueille chaque année le festival international du cirque du Val-d’Oise[61] et sert de  liaison douce entre le haut et le bas Domont, ainsi qu'entre la gare et la rue Auguste-et-André-Rouzée.
En 2010, la ville a planté une soixantaine d'arbres fruitiers et est passée à zéro insecticide[62].
- Le parc de l’Hôtel de Ville, rattaché à la mairie, celui-ci dispose d'une aire de jeu pour enfants et d'un parking[60].
- Mémorial « Les Quatre Chênes » situé route des Fusillés . La ville de Domont rend hommage aux 23 résistants et otages fusillés par les Allemands en août 1944 au mois de juillet de chaque année.
- Stèle à la mémoire du maréchal Joffre situé place du Maréchal-Joffre.
- Monument aux morts[63]  situé  place de Verdun.
- Croix Blanche[64] située à la limite d'Andilly à côté de l'école d'équitation de la Forêt.
- La Croix au Borgne[65] située dans la forêt de Montmorency, elle fut réimplantée en 1995 par l'ONF.
- Le voyageur de Buja qui représente et rend hommage aux premiers immigrés italiens. Elle se trouve au niveau du rond-point Buja et a été restaurée en mai 2016.

### Personnalités liées à la commune
- Michel Pignolet de Montéclair (1667-1737), compositeur de musique baroque française, inhumé dans l'église de Domont.
- Louis Joseph Auguste Saint-Laurent (1763-1832), général, demeura dans le château.
- Alfred Louis Adrien Delanne (1844-1927), général, gouverneur de Reims[66].
- Eugène Houdry (né à Domont en 1882-1962), inventeur.
- Albert Dubout (dessinateur humoriste et peintre français)  (1905 - 1976)  Il effectue une partie son service militaire au fort de Domont[67]

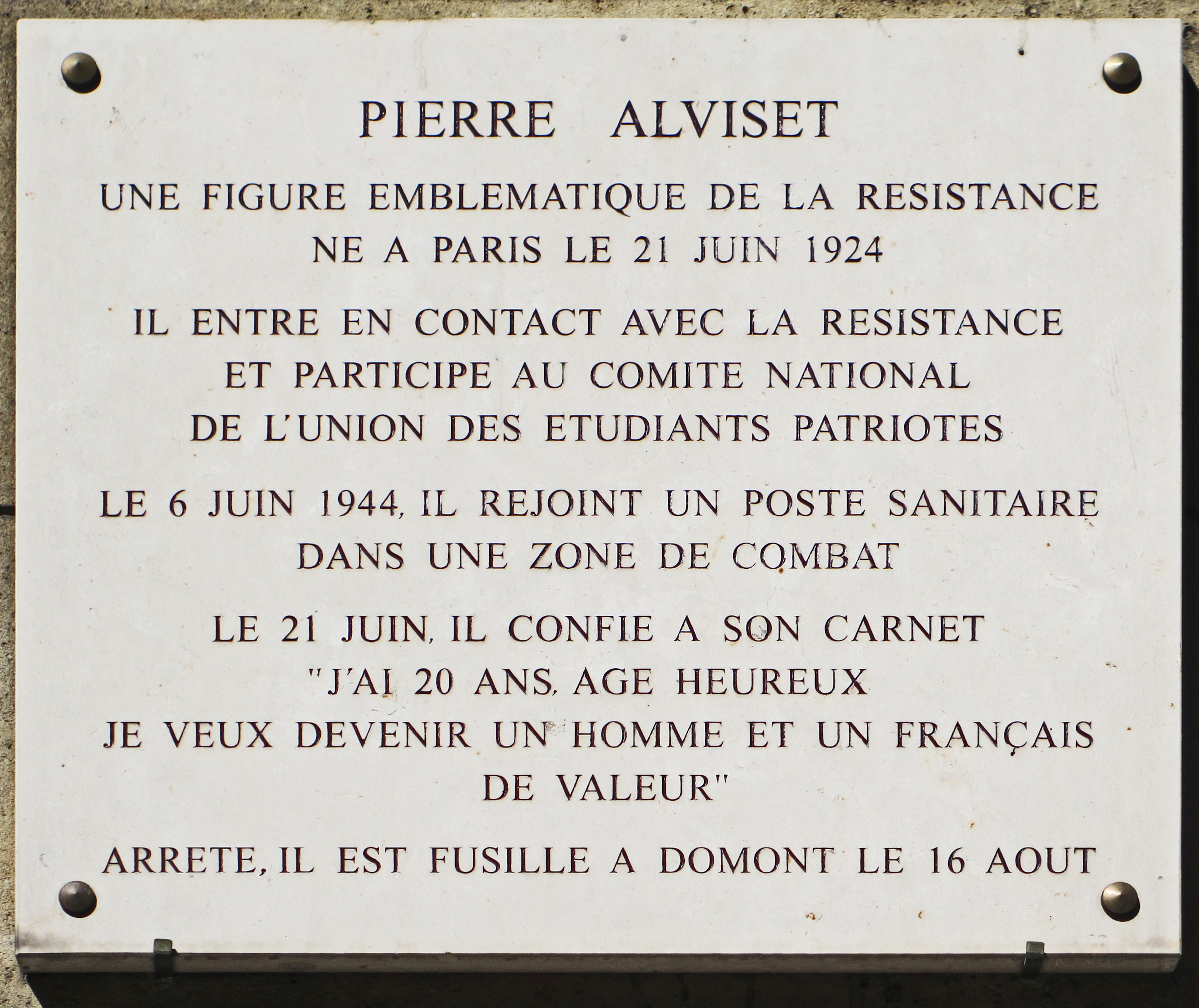
Plaque à la mémoire de Pierre Alviset, sur le collège rue Monge à Paris.

- Ettore Molinaro (1906-2001), coureur cycliste italien mort à Domont.
- Robert Goute (1919-2014), issu d'une famille dévouée au tambour depuis plusieurs générations. Il dirigea la société locale de musique, Les Bleuets de Domont et a été le responsable de la partie tambour du défilé du 14 juillet 1989 à Paris lors des fêtes du Bicentenaire de la Révolution. Il est inhumé dans le tombeau familial du cimetière de Domont.
- Suzanne Citron (1922-2018), historienne et maire-adjointe de Domont de 1977 à 1983.
- Bernard Buffet (1928-1999), peintre. Il achète la propriété de Manimes à Domont, qu'il quittera l'année suivante.
- Jean-Pierre Changeux (1936), neurobiologiste.
- François Bousquet, (né en 1947 à Domont), universitaire et prêtre de l'Église catholique. Recteur de Saint-Louis-des-Français à Rome depuis septembre 2011[réf. nécessaire]. Il est également membre du Conseil pontifical pour la culture et consulteur pour le Conseil pontifical pour le dialogue inter-religieux. Auteur (en collaboration avec Jacques Bousquet) Domont, Histoire d'un village d'Île-de-France[68].
- Isabelle Nicoloso  née le 13 février 1961 à Domont, a notamment été championne du monde de vitesse (cyclisme) en 1985.
- Vincent Pajot (1990), footballeur français, né à Domont.
- Charles Brunier (1901-2007), fut pensionnaire d'une maison de retraite à Domont pendant 13 ans, il décède à 106 ans , aventurier et soldat .

### Héraldique
| Blason de Domont | Blason  | D'or au mont de sinople mouvant de la pointe; au chef d'azur chargé d'un dextrochère d'argent paré d'hermine et d'un brassard du même brochant sur la partition. |
| Blason de Domont | Détails | Le statut officiel du blason reste à déterminer. |

## Pour approfondir

#### Bases de données, dictionnaires et encyclopédies
- Ressources relatives à la géographie :   - Insee (communes)
  - Ldh/EHESS/Cassini
- Ressource relative à plusieurs domaines :   - Annuaire du service public français
- Ressource relative à la musique :   - MusicBrainz
- Notice dans un dictionnaire ou une encyclopédie généraliste :   - Gran Enciclopèdia Catalana
- Notices d'autorité :   - VIAF
  - BnF (données)
  - LCCN
  - Israël